# Edward Elgar
Sir Edward William Elgar, (ˈɛlɡɑr), I Baronetto, OM, GCVO (Broadheath, 2 giugno 1857 – Worcester, 23 febbraio 1934), è stato un compositore e direttore d'orchestra britannico.
Molte sue opere sono entrate nel repertorio di concerti di musica classica britannica e internazionale. Tra le sue composizioni più note ci sono opere orchestrali tra cui le Variazioni Enigma, le Pomp and Circumstance Marches, i concerti per violino e violoncello e due sinfonie. Ha anche composto opere corali, tra cui Il sogno di Geronte, musica da camera e canzoni. Fu nominato Master of the King's Music nel 1924.
Sebbene Elgar sia spesso considerato un compositore tipicamente inglese, la maggior parte delle sue influenze musicali non provenivano dall'Inghilterra ma dall'Europa continentale. Si sentiva un estraneo, non solo musicalmente, ma socialmente. Nei circoli musicali dominati dagli accademici, era un compositore autodidatta; nella Gran Bretagna protestante, il suo Cattolicesimo Romano fu considerato con sospetto in alcuni ambienti e nella società con coscienza di classe della Gran Bretagna vittoriana ed edoardiana, egli era molto sensibile alle sue umili origini anche dopo aver ottenuto il riconoscimento. Ciononostante sposò la figlia di un alto ufficiale dell'esercito britannico. Lei lo ispirò sia musicalmente che socialmente, ma lottò per raggiungere il successo fino a quarant'anni, quando dopo una serie di lavori di moderato successo le sue Variazioni Enigma (1899) diventarono immediatamente popolari in Gran Bretagna e all'estero. Fece seguire alle Variazioni un'opera corale, Il sogno di Geronte (1900), basato su un testo cattolico romano che causò inquietudine nell'establishment anglicano della Gran Bretagna, ma divenne, ed è rimasto, un lavoro di repertorio standard in Gran Bretagna e altrove. Le sue successive opere corali religiose furono ben accolte ma non sono entrate nel repertorio regolare.
A cinquant'anni Elgar compose una sinfonia e un concerto per violino che ebbe un enorme successo. La sua seconda sinfonia e il suo concerto per violoncello non ottennero un'immediata popolarità pubblica e impiegarono molti anni per raggiungere un posto regolare nel repertorio di concerti delle orchestre britanniche. La musica di Elgar venne, nei suoi ultimi anni, ad essere vista come attraente principalmente per il pubblico britannico. Le sue azioni rimasero basse per una generazione dopo la sua morte. Iniziarono a riprendersi in modo significativo negli anni '60, aiutate da nuove registrazioni delle sue opere. Alcuni dei suoi lavori sono stati ripresi negli ultimi anni a livello internazionale, ma la sua musica continua ad essere eseguita più in Gran Bretagna che altrove.
Elgar è stato descritto come il primo compositore a prendere sul serio il grammofono. Tra il 1914 e il 1925 diresse una serie di registrazioni acustiche delle sue opere. L'introduzione del microfono a bobina mobile nel 1923 rese possibile una riproduzione del suono molto più accurata ed Elgar realizzò nuove registrazioni della maggior parte delle sue principali opere orchestrali e di brani tratti da Il sogno di Geronte.

## Biografia

### Primi anni

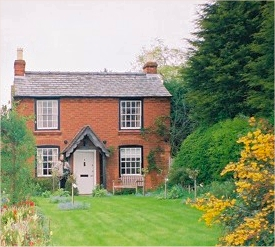
La casa natale di Elgar, The Firs, Lower Broadheath

Edward Elgar nacque nel piccolo villaggio di Lower Broadheath, fuori Worcester, in Inghilterra. Suo padre, William Henry Elgar (1821–1906), era cresciuto a Dover ed era stato apprendista presso un editore di musica londinese. Nel 1841 William si trasferì a Worcester, dove lavorò come accordatore di pianoforti e aprì un negozio di spartiti e strumenti musicali. Nel 1848 sposò Ann Greening (1822–1902), figlia di un contadino. Edward era il quarto dei loro sette figli. Ann Elgar si era convertita al cattolicesimo romano poco prima della nascita di Edward, che fu battezzato e cresciuto come cattolico romano, con la disapprovazione di suo padre. William Elgar era un violinista di livello professionale e ricoprì l'incarico di organista della Chiesa cattolica di San Giorgio, Worcester, dal 1846 al 1885. Su sua iniziativa, le messe di Cherubini e Hummel furono ascoltate per la prima volta al Three Choirs Festival dall'orchestra in cui suonava il violino. Tutti i bambini Elgar ricevettero un'educazione musicale. All'età di otto anni Elgar prendeva lezioni di pianoforte e violino e suo padre, che accordava i pianoforti in molte grandi case del Worcestershire, a volte lo portava con sé, dandogli la possibilità di mostrare la sua abilità a importanti personaggi del luogo.

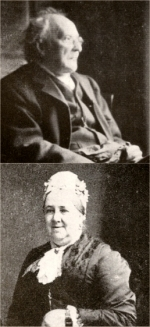
I genitori di Elgar, William e Ann Elgar

La madre di Elgar era interessata alle arti e incoraggiò il suo sviluppo musicale. Ereditò da lei un gusto sicuro ed esigente per la letteratura e un amore appassionato per la campagna. Il suo amico e biografo W. H. "Billy" Reed scrisse che i primi luoghi nei dintorni di Elgar ebbero un'influenza che "permeò tutto il suo lavoro e conferì a tutta la sua vita quella qualità inglese sottile, ma nondimeno vera e robusta". Iniziò a comporre in tenera età. Per un'opera teatrale scritta e recitata dai piccoli Elgar, quando aveva circa dieci anni scrisse musica che quarant'anni dopo riorganizzò con solo lievi modifiche e orchestrò nelle suite intitolate The Wand of Youth (La bacchetta magica della gioventù).
Fino a quindici anni Elgar ricevette un'istruzione generale alla scuola di Littleton (ora Lyttleton), vicino a Worcester. Però la sua unica formazione musicale ufficiale, oltre alle lezioni di piano e violino di insegnanti locali, consisteva in studi di violino più avanzati con Adolf Pollitzer, durante brevi visite a Londra nel 1877-1878. Elgar disse: "La mia prima musica l'ho imparata nella Cattedrale... dai libri presi in prestito dalla biblioteca musicale, quando avevo otto, nove o dieci anni". Lavorò con manuali di istruzione sul suono dell'organo e lesse ogni libro che poteva trovare sulla teoria della musica. In seguito affermò di essere stato molto aiutato dagli articoli di Hubert Parry nel Grove Dictionary of Music and Musicians (Dizionario della musica e dei musicisti di Grove). Elgar iniziò a studiare il tedesco, nella speranza di andare al Conservatorio di Lipsia per ulteriori studi musicali, ma suo padre non poteva permettersi di mandarlo. Anni dopo, un profilo pubblicato su The Musical Times considerava che il suo fallimento nel raggiungere Lipsia fosse stato una fortuna per lo sviluppo musicale di Elgar: "Così il compositore in erba sfuggì al dogmatismo delle scuole". Tuttavia, fu una delusione per Elgar il fatto di aver lasciato la scuola nel 1872, non andò a Lipsia ma nell'ufficio di un avvocato locale come impiegato. Non trovava a lui congeniale una carriera da ufficio e per la sua realizzazione si rivolse non solo alla musica ma alla letteratura, diventando un vorace lettore. Intorno a questo periodo, fece le sue prime apparizioni pubbliche come violinista e organista.
Dopo alcuni mesi Elgar lasciò l'avvocato per intraprendere una carriera musicale, dando lezioni di piano e violino e lavorando occasionalmente nella bottega di suo padre. Era un membro attivo del Worcester Glee club, insieme a suo padre e accompagnava cantanti, suonava il violino, componeva e arrangiava e diresse per la prima volta. Pollitzer credeva che, come violinista, Elgar avesse il potenziale per essere uno dei solisti più importanti del paese, ma Elgar stesso, avendo ascoltato i principali virtuosi ai concerti di Londra, sentiva che quando suonava, il suo violino mancava di un tono sufficientemente pieno e abbandonò le sue ambizioni di diventare un solista. A ventidue anni assunse l'incarico di direttore della banda degli assistenti al Worcester e County Lunatic Asylum di Powick (il manicomio di Powick), a 5 km da Worcester. La band era composta da: ottavino, flauto, clarinetto, due cornette, eufonio, tre o quattro primi e un numero simile di secondi violini, viola occasionale, violoncello, contrabbasso e pianoforte. Elgar faceva provare i musicisti e scriveva e arrangiava la loro musica, tra cui quadriglie e polke, per quell'insolita combinazione di strumenti. The Musical Times scrisse: "Questa esperienza pratica si è rivelata di grande valore per il giovane musicista... Ha acquisito una conoscenza pratica delle capacità di questi diversi strumenti... Imparò a conoscere così intimamente il colore del tono, i dettagli di questi e di molti altri strumenti". Ricoprì quell'incarico per cinque anni, dal 1879, recandosi a Powick una volta alla settimana. Un altro incarico che ricopriva nei suoi primi tempi era professore di violino al College di Worcester per i figli ciechi dei signori.
Sebbene piuttosto solitario e introspettivo per natura, Elgar ebbe fortuna nei circoli musicali di Worcester. Suonava il violino ai festival di Worcester e Birmingham e fu per lui una grande esperienza suonare la Sinfonia n. 6 di Dvořák e lo Stabat Mater sotto la direzione del compositore. Elgar suonava regolarmente il fagotto in un quintetto di fiati, insieme a suo fratello Frank, un oboista (e direttore d'orchestra che gestiva la sua banda di fiati). Elgar arrangiò numerosi brani di Mozart, Beethoven, Haydn e altri per il quintetto, affinando le sue capacità di composizione.

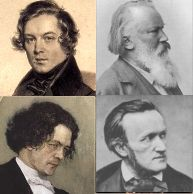
Schumann e Brahms, sopra, Rubinstein e Wagner, sotto, la cui musica ispirò Elgar a Lipsia

Nei suoi primi viaggi all'estero Elgar visitò Parigi nel 1880 e Lipsia nel 1882. Udì Saint-Saëns suonare l'organo alla Madeleine e partecipò a concerti di orchestre di alto livello. Nel 1882 scrisse: "Sono stato abbastanza ben miscelato con Schumann (il mio ideale!), Brahms, Rubinstein e Wagner, quindi non ho motivo di lamentarmi". A Lipsia visitò un'amica, Helen Weaver, che era una studentessa al Conservatorio. Si fidanzarono nell'estate del 1883, ma per ragioni sconosciute il rapporto si interruppe l'anno successivo. Elgar era molto angosciato e alcune delle sue successive criptiche dediche alla musica romantica potrebbero aver fatto allusione a Helen e ai suoi sentimenti per lei. Durante la sua vita Elgar è stato spesso ispirato da amiche intime; A Helen Weaver succedettero Mary Lygon, Dora Penny, Julia Worthington, Alice Stuart Wortley e infine Vera Hockman, che ravvivò la sua vecchiaia.
Nel 1882, alla ricerca di un'esperienza orchestrale più professionale, Elgar fu impiegato a suonare il violino a Birmingham con l'Orchestra di William Stockley, per la quale avrebbe suonato tutti i concerti per i successivi sette anni e dove in seguito dichiarò di aver "imparato tutta la musica che conosco". Il 13 dicembre 1883 prese parte a Stockley ad uno spettacolo al Municipio di Birmingham di una delle sue prime opere per grande orchestra, la Sérénade mauresque, la prima volta che una delle sue composizioni veniva eseguita da un'orchestra professionale. Stockley lo aveva invitato a dirigere il pezzo, ma in seguito ricordò "ha rifiutato e, inoltre, ha insistito per suonare al suo posto nell'orchestra. La conseguenza fu che dovette apparire, violino in mano, per accogliere il genuino e cordiale applauso del pubblico". Elgar andava spesso a Londra nel tentativo di pubblicare le sue opere, ma questo periodo della sua vita lo trovò spesso scoraggiato e con pochi soldi. Scrisse ad un amico nell'aprile del 1884: "Le mie prospettive sono quasi senza speranza come sempre... non voglio energia, penso, quindi a volte concludo che è voglia di abilità... Non ho soldi, non ho un centesimo".

### Matrimonio

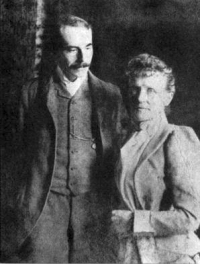
Edward e Alice Elgar, nel 1891 c.ca

Quando Elgar aveva 29 anni, accolse una nuova allieva, Caroline Alice Roberts, figlia del defunto maggiore generale Sir Henry Roberts e autore pubblicato di versi e narrativa in prosa. Maggiore di Elgar di otto anni, Alice diventò sua moglie tre anni dopo. Il biografo di Elgar Michael Kennedy scrive: "La famiglia di Alice era inorridita dalla sua intenzione di sposare un musicista sconosciuto che lavorava in un negozio ed era un cattolico romano. Venne diseredata". Si sposarono l'8 maggio 1889, all'Oratorio di Brompton. Da allora e fino alla sua morte, lei lavorò come suo manager e segretaria sociale, tenne sotto controllo i suoi sbalzi d'umore e fu un critico musicale intuitivo e lungimirante. Faceva del suo meglio per attirare l'attenzione dei membri più importanti della società, anche se con scarso successo. Col tempo Elgar avrebbe imparato ad accettare gli onori che gli venivano attribuiti, rendendosi conto che contavano di più per lei e la sua classe sociale e riconoscendo tutto quello al quale lei aveva rinunciato in termini di perseguimento di una sua carriera. Nel suo diario lei scrisse: "La cura di un genio è abbastanza per il lavoro di una vita per ogni donna". Come regalo di fidanzamento, Elgar le dedicò il suo breve brano per violino e pianoforte Salut d'Amour. Con l'incoraggiamento di Alice, gli Elgar si trasferirono a Londra per essere più vicini al centro della vita musicale britannica ed Elgar iniziò a dedicare il suo tempo alla composizione. La loro unica figlia, Carice Irene, nacque nella loro casa di West Kensington il 14 agosto 1890. Il suo nome, rivelato nella dedica di Elgar in Salut d'Amour, era una contrazione dei nomi di sua madre Caroline e Alice.
Elgar approfittò dell'opportunità di ascoltare musica sconosciuta. A quel tempo, prima che fossero disponibili partiture e registrazioni in miniatura, non era facile per i giovani compositori conoscere la nuova musica. Elgar colse tutte le possibilità per farlo ai concerti del Crystal Palace. Lui e Alice partecipavano giorno dopo giorno, ascoltando musica di una vasta gamma di compositori. Tra questi c'erano maestri dell'orchestrazione da cui imparò molto, come Berlioz e Richard Wagner. Le sue composizioni, però, avevano un impatto limitato sulla scena musicale di Londra. August Manns diresse la versione orchestrale di Elgar di Salut d'amour e la Suite in re al Crystal Palace e due editori accettarono alcuni brani per violino di Elgar, brani improvvisati per organo e brani a più voci. Alcune opportunità allettanti sembravano essere a portata di mano ma svanirono inaspettatamente. Ad esempio, un'offerta del Royal Opera House, Covent Garden, per eseguire alcune delle sue opere fu ritirata all'ultimo secondo quando Sir Arthur Sullivan arrivò senza preavviso per provare un po' della sua musica. Sullivan fu inorridito quando Elgar in seguito gli raccontò cosa era successo. L'unica commissione importante di Elgar mentre era a Londra arrivò dalla sua città natale: il Worcester Festival Committee lo invitò a comporre un breve lavoro orchestrale per il Three Choirs Festival del 1890. Il risultato è descritto da Diana McVeagh nel Grove Dictionary of Music and Musicians, come "il suo primo grande lavoro, il sicuro e disinibito Froissart". Elgar diresse la prima esecuzione a Worcester nel settembre 1890. Per mancanza di altro lavoro, fu costretto a lasciare Londra nel 1891 ed a tornare con la moglie e la figlia nel Worcestershire, dove poteva guadagnarsi da vivere dirigendo gruppi musicali locali e dando lezioni di musica. Si stabilirono nell'antica città natale di Alice, Great Malvern.

### Fama in aumento
Durante gli anni '80 Elgar si guadagnò gradualmente la reputazione di compositore, principalmente di opere per i grandi festival corali delle Midlands inglesi. The Black Knight (1892) e King Olaf (1896), entrambi ispirati da Longfellow, The Light of Life (1896) e Caractacus (1898) ottennero tutti un modesto successo e ottenne un editore di lunga data in Novello e Co. Tra le altre opere di questo decennio figurano la Serenata per archi (1892) e Tre danze bavaresi (1897). Elgar era abbastanza importante a livello locale da poter raccomandare il giovane compositore Samuel Coleridge-Taylor al Three Choirs Festival per un pezzo da concerto, che contribuì ad affermare la carriera del giovane. Elgar stava attirando l'attenzione di importanti critici, ma le loro recensioni erano più garbate che entusiaste. Anche se era richiesto come compositore di festival, stava solo riuscendo a tirare avanti finanziariamente e non si sentiva apprezzato. Nel 1898 disse che era "molto ammalato di cuore per la musica" e sperava di trovare un modo per avere successo con un lavoro più importante. Il suo amico August Jaeger cercò di sollevargli il morale: "Un giorno di attacco di tristezza... non scaccerà il tuo desiderio, la tua necessità, che è di esercitare quelle facoltà creative che una gentile provvidenza ti ha dato. Verrà il tuo momento per un riconoscimento universale."
Nel 1899 quella previsione divenne improvvisamente realtà. All'età di quarantadue anni Elgar compose le Variazioni Enigma, che furono presentate per la prima volta a Londra sotto la direzione dell'eminente direttore tedesco Hans Richter. Usando le stesse parole di Elgar, "Ho realizzato una serie di Variazioni su un tema originale. Le Variazioni mi hanno divertito perché le ho etichettate con i soprannomi dei miei amici particolari... vale a dire che ho scritto ciascuna variazione per rappresentare lo stato d'animo del "tipo" (la persona)... e ho scritto quello che penso avrebbero voluto scrivere - se fossero stati abbastanza asini da comporre". Dedicò il lavoro "Ai miei amici nella foto". Probabilmente la variazione più conosciuta è "Nimrod", che rappresenta Jaeger. Considerazioni puramente musicali portarono Elgar a omettere variazioni che descrivessero Arthur Sullivan e Hubert Parry, i cui stili aveva provato ma che non era riuscito a inserire nelle variazioni. Quest'opera, su vasta scala, fu accolta con grande successo per la sua originalità, il suo fascino e la sua maestria ed affermò Elgar come il più importante compositore britannico della sua generazione.
Il lavoro è ufficialmente intitolato Variazioni su un tema originale; la parola "Enigma" appare sopra le prime sei battute della musica, il che portò alla versione familiare del titolo. L'enigma è che, sebbene ci siano quattordici variazioni sul "tema originale", c'è un altro tema sovrastante, mai indicato da Elgar, che egli disse "scorre attraverso e sopra l'intero gruppo" ma non si riesce mai a udirlo. I commentatori successivi osservarono che, sebbene Elgar sia oggi considerato un compositore tipicamente inglese, la sua musica orchestrale e questo lavoro in particolare condividono molto della tradizione dell'Europa centrale caratterizzata all'epoca dalle opere di Richard Strauss. Le Variazioni Enigma furono ben accolte in Germania e in Italia e rimangono fino ad oggi un punto fermo in tutto il mondo per quanto riguarda i concerti.

### Fama nazionale e internazionale

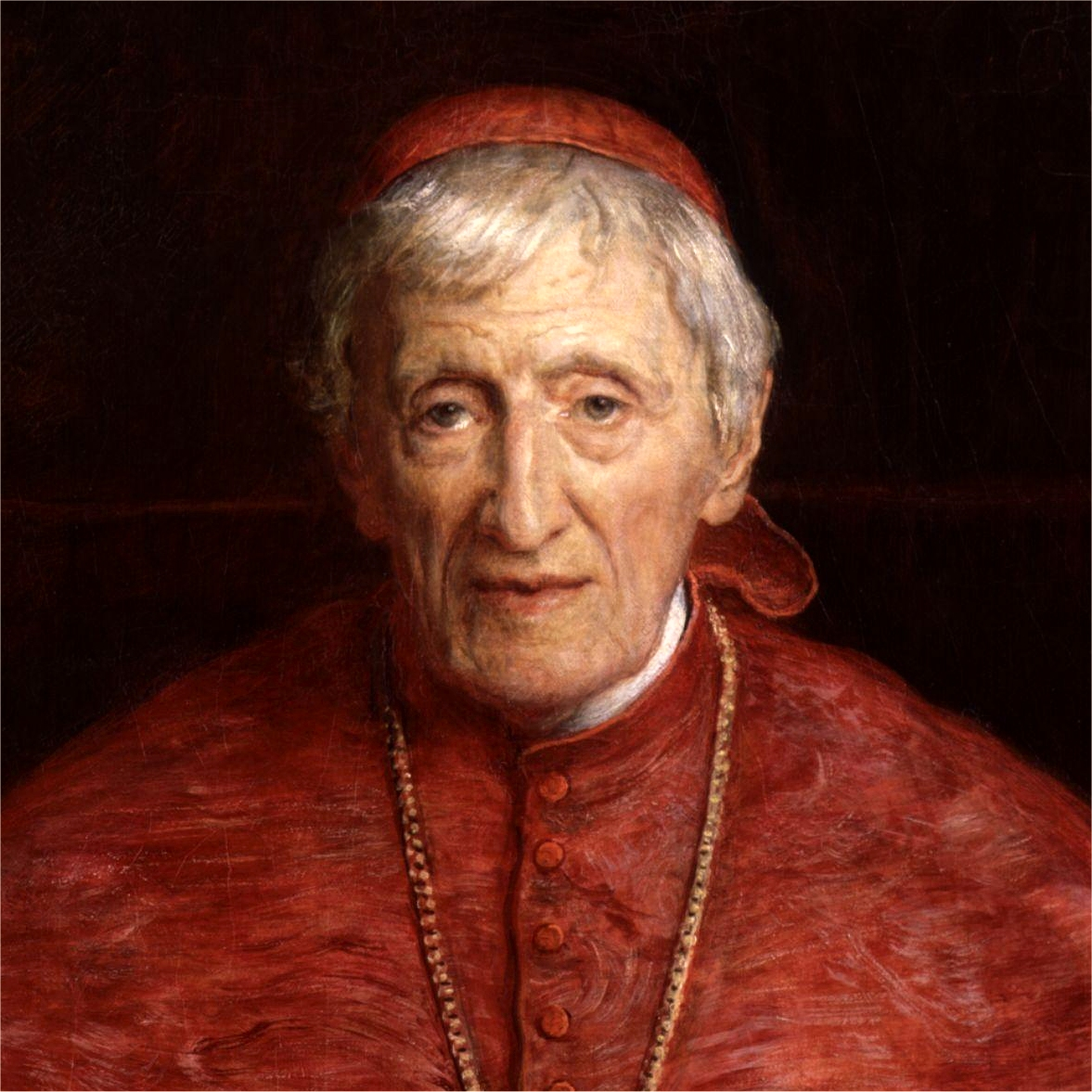
Il cardinale Newman, autore del testo de Il sogno di Geronte

Il biografo di Elgar Basil Maine ha commentato: "Quando Sir Arthur Sullivan morì nel 1900 divenne evidente a molti che Elgar, sebbene fosse un compositore di un'altra pasta, diventò il suo vero successore come primo musicista del paese". Il successivo grande lavoro di Elgar era atteso con impazienza. Per il Birmingham Triennial Musical Festival del 1900 adattò il poema del cardinale John Henry Newman Il sogno di Geronte per solisti, coro e orchestra. Richter diresse la prima, che fu guastata da un coro mal preparato, che cantò male. I critici riconobbero la maestria del pezzo nonostante i difetti di esecuzione. Fu eseguito a Düsseldorf, in Germania, nel 1901 e di nuovo nel 1902, diretto da Julius Buths, che nel 1901 diresse anche la prima europea delle Variazioni Enigma. La stampa tedesca era entusiasta. La Gazzetta di Colonia scrisse: "In entrambe le parti incontriamo bellezze di valore imperituro... Elgar si erge sulle spalle di Berlioz, Wagner e Liszt, dalle cui influenze si è liberato fino a diventare un'individualità importante. uno dei leader dell'arte musicale dei tempi moderni". Il Düsseldorfer Volksblatt scrisse: "Una prima rappresentazione memorabile e epocale! Fin dai tempi di Liszt non è stato prodotto nulla nella modalità dell'oratorio ... che raggiunge la grandezza e l'importanza di questa cantata sacra". Richard Strauss, allora largamente considerato come il principale compositore della sua epoca, fu così colpito che alla presenza di Elgar propose un brindisi al successo del "primo musicista progressista inglese, Meister Elgar". Seguirono spettacoli a Vienna, Parigi e New York  e il Sogno di Geronte divenne presto ugualmente ammirato in Gran Bretagna. Secondo Kennedy, "È senza dubbio la più grande opera britannica nella forma dell'oratorio... [ha] aperto un nuovo capitolo della tradizione corale inglese e lo ha liberato dalla sua ossessione handeliana". Elgar, come cattolico romano, era molto commosso dal poema di Newman sulla morte e redenzione di un peccatore, ma alcuni membri influenti dell'establishment anglicano non furono d'accordo. Il suo collega, Charles Villiers Stanford, si lamentò del fatto che il lavoro "puzza di incenso". Il Decano di Gloucester bandì Geronte dalla sua cattedrale nel 1901 ed a Worcester l'anno successivo, il Decano insistette sui tagli prima di consentire un'esibizione.

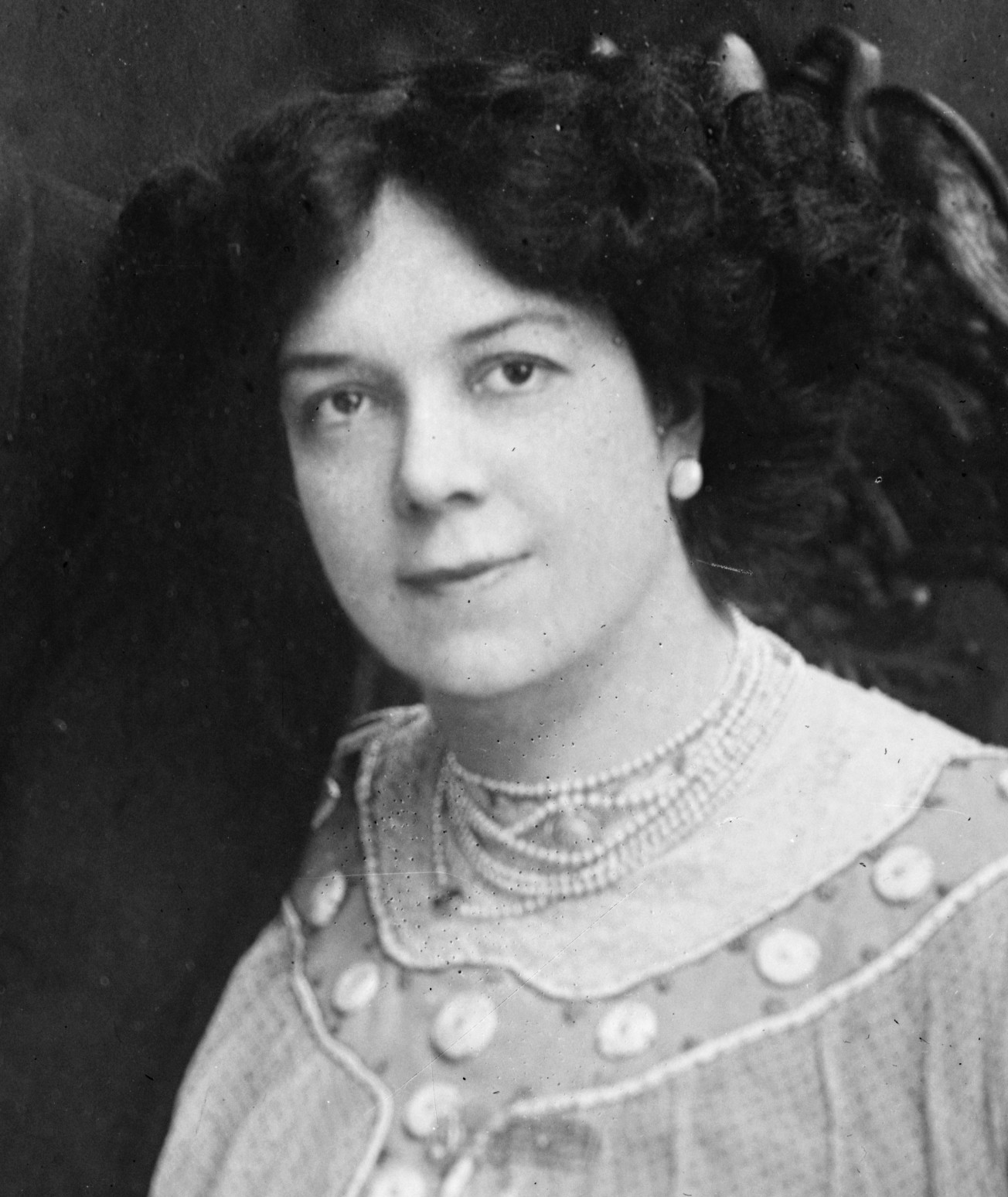
Clara Butt, prima cantante di "Land of Hope and Glory" di Elgar

Elgar è probabilmente meglio conosciuto per la prima delle cinque Pomp and Circumstance Marches, composte tra il 1901 e il 1930. È familiare a milioni di telespettatori di tutto il mondo che ogni anno guardano Last Night of the Proms, dove la si trova eseguita tradizionalmente. Quando il tema della sezione centrale più lenta (tecnicamente chiamato il "trio") della prima marcia gli venne in mente, disse alla sua amica Dora Penny: "Ho una melodia che li tramortirà, li stenderà!". Quando la prima marcia fu suonata nel 1901 in un London Promenade Concert, fu diretta da Henry J. Wood, che in seguito scrisse che il pubblico "si alzò e urlò ... l'unica e unica volta nella storia dei concerti della Promenade che a un pezzo orchestrale viene concesso un doppio bis." Per celebrare l'Incoronazione di Edoardo VII, a Elgar fu commissionato l'incarico di arrangiare la Coronation Ode di A. C. Benson per un concerto di gala al Royal Opera House nel giugno 1901. L'approvazione del re fu confermata ed Elgar iniziò a lavorare. Il contralto Clara Butt lo aveva convinto che il trio della prima marcia di Pomp and Circumstance poteva avere versi adeguati ed Elgar invitò Benson a fare così. Elgar inserì la nuova versione vocale nell'Ode. Gli editori della partitura riconobbero il potenziale del brano vocale "Land of Hope and Glory" e chiesero a Benson ed Elgar di fare un'ulteriore revisione per pubblicarla come una cantata separata. Era immensamente popolare ed è ora considerato un inno nazionale britannico non ufficiale. Negli Stati Uniti il trio, noto semplicemente come "Pomp and Circumstance" o "The Graduation March", è stato adottato dal 1905 praticamente per tutti i diplomi di scuola superiore e università.
Nel marzo del 1904 fu presentato al Covent Garden un festival di tre giorni delle opere di Elgar, un onore mai assegnato a nessun compositore inglese. The Times commentò: "Quattro o cinque anni fa, se qualcuno avesse predetto che il teatro dell'Opera sarebbe stato pieno dal pavimento al soffitto per l'esecuzione di un oratorio di un compositore inglese, avrebbe probabilmente dovuto essere fuori di testa. "Il re e la regina presero parte al primo concerto, durante il quale Richter diresse Il sogno di Geronte e tornarono la sera successiva per il secondo, la première londinese di The Apostles (ascoltato per la prima volta l'anno precedente al Festival di Birmingham). Il concerto finale del festival, diretto da Elgar, fu principalmente orchestrale, a parte un estratto di Caractacus e Sea Pictures completa (cantata da Clara Butt). I brani orchestrali erano Froissart, Variazioni Enigma, Cockaigne, le prime due (a quel tempo le uniche due) marce di Pomp and Circumstance e la première di un nuovo lavoro orchestrale, In the South, ispirato a una vacanza in Italia.

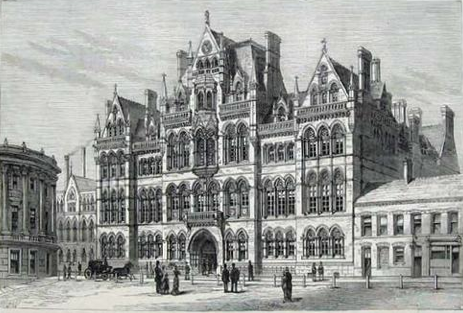
Il Mason Science College, Università di Birmingham, com'era quando Elgar era Professore di Musica Peyton

Elgar fu nominato cavaliere a Buckingham Palace il 5 luglio 1904. Il mese seguente lui e la sua famiglia si trasferirono a Plâs Gwyn, una grande casa alla periferia di Hereford, con vista sul Fiume Wye, dove visse fino al 1911. Tra il 1902 e il 1914 Elgar era, nelle parole di Kennedy, all'apice della popolarità. Fece quattro visite negli Stati Uniti, tra cui una tournée di direzione e guadagnò notevoli onorari nell'esecuzione della sua musica. Tra il 1905 e il 1908 ricoprì l'incarico di professore di musica Peyton all'Università di Birmingham. Aveva accettato l'incarico con riluttanza, sentendo che un compositore non avrebbe dovuto dirigere una scuola di musica. Non era a suo agio nel ruolo e le sue lezioni causavano polemiche, con i suoi attacchi alla critica e alla musica inglese in generale: "La volgarità nel corso del tempo può essere raffinata. La volgarità spesso si accompagna all'inventiva... ma una mente banale non può mai essere altro che banale. Un inglese ti porterà in una grande stanza, magnificamente proporzionata e ti indicherà che è bianca, tutta bianca, e qualcuno dirà: "Che gusto squisito". Tu sai nella tua mente, nel tuo animo, che non è affatto gusto, che è la mancanza di gusto, che è pura evasione. La musica inglese è bianca ed elude tutto". Si rammaricò della polemica e fu felice di consegnare il posto all'amico Granville Bantock nel 1908. La sua nuova vita da celebrità fu una benedizione a metà per l'ipersensibile Elgar, poiché interruppe la sua privacy e spesso era in cattiva salute. Si lamentò con Jaeger nel 1903: "La mia vita è un continuo abbandono di piccole cose che amo". Sia W. S. Gilbert che Thomas Hardy cercarono di collaborare con Elgar in questo decennio. Elgar rifiutò, ma avrebbe collaborato con George Bernard Shaw se Shaw fosse stato disposto.
Elgar fece tre visite negli Stati Uniti tra il 1905 e il 1911. La sua prima fu per dirigere la sua musica ed accettare un dottorato all'Università di Yale. La sua composizione principale nel 1905 fu l'Introduzione e allegro per archi, dedicata a Samuel Sanford, che fu ben accolta ma non catturò l'immaginazione pubblica come aveva fatto e continuava a fare Il sogno di Geronte. Tra gli entusiasti di Elgar, tuttavia, The Kingdom era talvolta preferito ai lavori precedenti: l'amico di Elgar Frank Schuster disse al giovane Adrian Boult: "rispetto a The Kingdom, Geronte è il lavoro di un dilettante alle prime armi". Mentre Elgar si avvicinava al suo cinquantesimo compleanno, iniziò a lavorare alla sua prima sinfonia, un progetto che era stato nella sua mente in varie forme per quasi dieci anni. La sua Prima Sinfonia (1908) fu un trionfo nazionale e internazionale. A poche settimane dalla première fu rappresentata a New York diretta da Walter Damrosch, a Vienna diretta da Ferdinand Löwe, San Pietroburgo sotto Alexander Siloti e a Lipsia con Arthur Nikisch. Ci furono spettacoli a Roma, Chicago, Boston, Toronto e quindici città britanniche. In poco più di un anno furono tenuti un centinaio di spettacoli in Gran Bretagna, America ed Europa continentale.

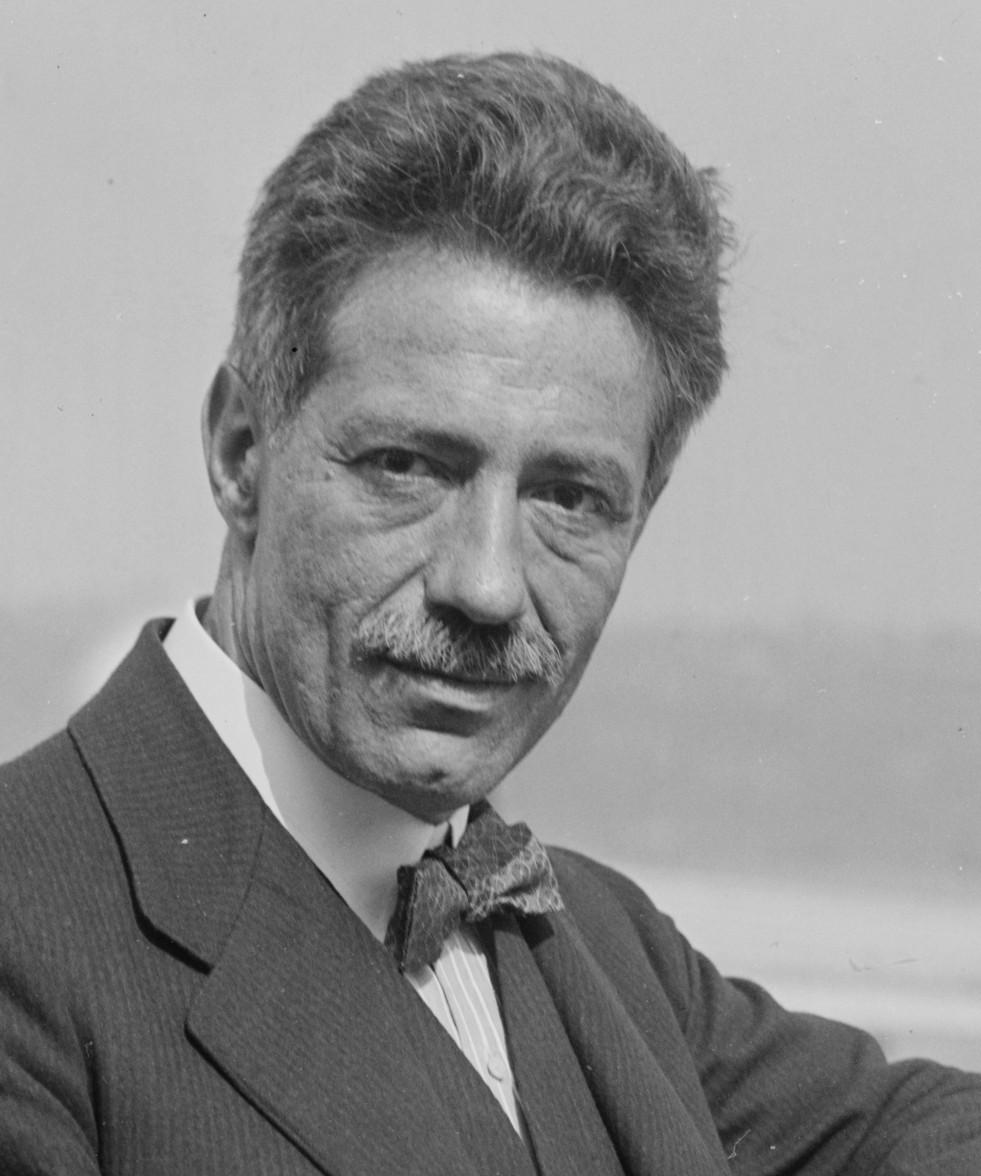
Fritz Kreisler, dedicatario del concerto per violino di Elgar

Il Concerto per violino (1910) fu commissionato da Fritz Kreisler, uno dei principali violinisti internazionali dell'epoca. Elgar lo scrisse durante l'estate del 1910, con l'aiuto occasionale di W. H. Reed, il primo violino della London Symphony Orchestra, che aiutò il compositore con consigli su punti tecnici. Elgar e Reed formarono una solida amicizia, che durò per il resto della vita di Elgar. La biografia di Reed, Elgar As I Knew Him (1936), riporta molti dettagli dei metodi di composizione di Elgar. Il lavoro fu presentato dalla Royal Philharmonic Society, con Kreisler e la London Symphony Orchestra, diretta dal compositore. Reed ricordava, "il Concerto si è rivelato un trionfo completo, il concerto un'occasione brillante e indimenticabile". L'impatto del concerto fu così grande che il rivale di Kreisler, Eugène Ysaÿe, passò molto tempo con Elgar a ripassare l'opera. Ci fu una grande delusione quando difficoltà contrattuali impedirono ad Ysaÿe di interpretarlo a Londra.
Il Concerto per violino fu l'ultimo popolare trionfo di Elgar. L'anno seguente presentò la sua Seconda sinfonia a Londra, ma rimase deluso dall'accoglienza che ricevette. A differenza della Prima Sinfonia, termina non in un tripudio di splendore orchestrale, ma quietamente e in modo contemplativo. Reed, che suonò alla première, in seguito scrisse che Elgar fu richiamato più volte sul palcoscenico per accogliere gli applausi", ma mancò quell'inconfondibile nota percepita quando un pubblico, persino un pubblico inglese, è completamente eccitato o stravolto, com'era dopo il Concerto per violino o la prima sinfonia". Elgar chiese a Reed: "Qual è il problema con loro, Billy? Si siedono lì come un sacco di maiali ripieni." Il lavoro fu, per gli standard normali, un successo, con ventisette esecuzioni entro tre anni dalla sua prima, ma non raggiunse lo scalpore internazionale della Prima Sinfonia.

### Ultimi grandi lavori

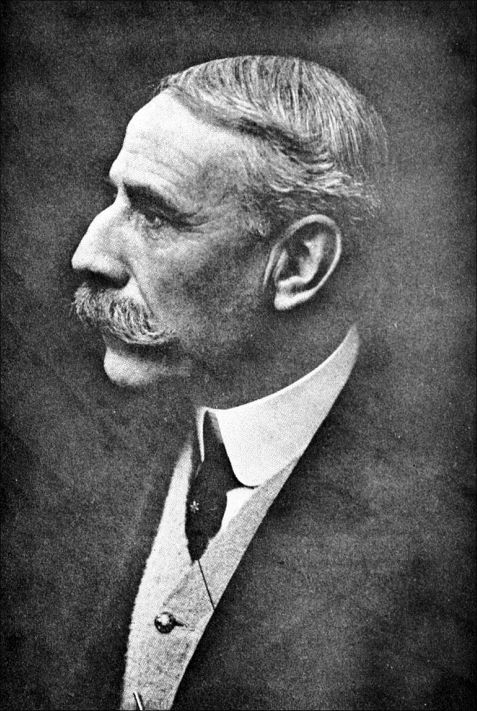
Elgar a circa 60 anni

Nel giugno del 1911, nell'ambito delle celebrazioni relative all'incoronazione di Re Giorgio V, Elgar fu nominato all'Ordine al Merito, un onore limitato a ventiquattro destinatari in ogni tempo. L'anno seguente gli Elgar tornarono a Londra, in una grande casa nei Netherhall Gardens, Hampstead, progettata da Norman Shaw. Lì Elgar compose le sue ultime due grandi opere dell'era prebellica, l'ode corale, The Music Makers (per il Festival di Birmingham, 1912) e lo studio sinfonico Falstaff (per il Festival di Leeds, 1913). Entrambi furono accolti educatamente ma senza entusiasmo. Persino il dedicatario di Falstaff, il direttore d'orchestra Landon Ronald, confessò privatamente di non poter "fare la testa o la coda del pezzo", mentre lo studioso musicale Percy Scholes scrisse di Falstaff che si trattava di una "grande opera" ma "quanto all'apprezzamento del pubblico, un fallimento comparativo".
Quando scoppiò la prima guerra mondiale, Elgar era inorridito dalla prospettiva della carneficina, ma i suoi sentimenti patriottici furono comunque risvegliati. Compose "A Song for Soldiers", che in seguito ritirò. Si arruolò come agente speciale nella polizia locale e in seguito si unì alla Riserva di volontari di Hampstead dell'esercito. Compose opere patriottiche, Carillon, una recitazione per oratore e orchestra in onore del Belgio e Polonia, un pezzo orchestrale in onore della Polonia. Land of Hope and Glory, già popolare, lo divenne ancora di più ed Elgar desiderò invano di avere versi nuovi, meno nazionalistici, su cui comporre una melodia.
Tra le altre composizioni di Elgar durante la guerra ci furono musiche di scena per uno spettacolo per bambini, The Starlight Express (1915), un balletto, The Sanguine Fan (1917) e The Spirit of England (1915–17, su poesie di Laurence Binyon), tre ambientazioni corali di carattere molto diverso dal romantico patriottismo dei suoi primi anni. La sua ultima composizione su larga scala degli anni della guerra fu The Fringes of the Fleet, ambientazioni su versi di Rudyard Kipling, eseguita con grande successo popolare in tutto il paese, fino a quando Kipling per ragioni inspiegabili si oppose alla loro esecuzione nei teatri. Elgar registrò il lavoro per la Gramophone Company.
Verso la fine della guerra Elgar era in cattive condizioni di salute. Sua moglie pensò che fosse meglio trasferirsi in campagna e prese in affitto "Brinkwells", una casa vicino a Fittleworth nel Sussex, dal pittore Rex Vicat Cole. Lì Elgar recuperò le sue forze e, nel 1918 e nel 1919, produsse quattro opere su larga scala. Le prime tre erano pezzi da camera: la Sonata per violino in mi minore, il Quintetto per pianoforte in la minore e il Quartetto per archi in mi minore. Ascoltando i lavori mentre venivano creati, Alice Elgar scrisse nel suo diario "E. sta scrivendo musica meravigliosa e nuova". Tutti e tre i lavori furono ben accolti. The Times scrisse: "La sonata di Elgar contiene molto di ciò che abbiamo già sentito in altre forme, ma poiché non vogliamo affatto che cambi e sia qualcun altro, è come dovrebbe essere". Il quartetto e il quintetto furono presentati alla Wigmore Hall il 21 maggio 1919. Il Manchester Guardian scrisse: "Questo quartetto, con i suoi tremendi picchi, i curiosi perfezionamenti dei ritmi di danza e la sua perfetta simmetria e il quintetto, più lirico e appassionato, sono esempi perfetti di musica da camera come lo erano i grandi oratori del loro genere".

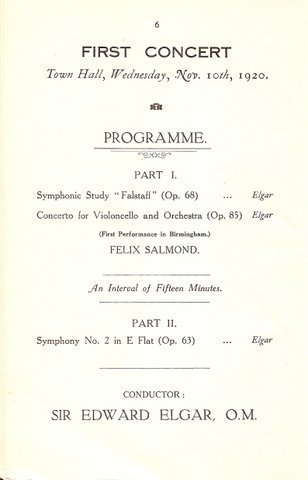
Programma per il primo concerto ufficiale della Orchestra Sinfonica della Città di Birmingham, il 10 novembre 1920, diretto da Elgar

Al contrario l'opera rimanente, il Concerto per violoncello in mi minore, ebbe una disastrosa prima, al concerto di apertura della stagione 1919–20 dell'Orchestra Sinfonica di Londra nell'ottobre 1919. A parte l'opera di Elgar, diretta dal compositore, il resto del programma fu diretto da Albert Coates, che andò molto oltre il tempo riservato alle sue prove a spese di Elgar. Lady Elgar scrisse "quel brutale egoista maleducato oltre ogni limite... quel brutale Coates continuava a provare". Il critico dell'Observer, Ernest Newman, scrisse: "Durante la settimana di prove inadeguate circolarono voci. Qualunque sia la spiegazione, resta il fatto triste che mai, con ogni probabilità, un'orchestra così grande ha offerto una così deplorevole immagine di stessa... L'opera stessa è roba adorabile, molto semplice - quella semplicità pregnante che è apparsa sulla musica di Elgar negli ultimi due anni - ma con una profonda saggezza e bellezza alla base della sua semplicità." Elgar non attribuì alcuna colpa al suo solista, Felix Salmond, che in seguito interpretò il lavoro per lui. Contrariamente alla Prima Sinfonia e alle sue cento esibizioni in poco più di un anno, il Concerto per violoncello non ebbe una seconda esecuzione a Londra per più di un anno.

### Ultimi anni

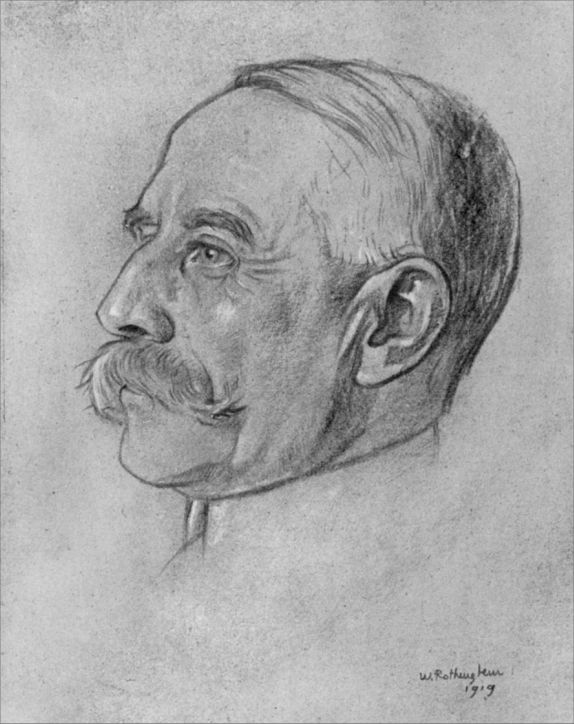
Elgar nel 1919, ritratto di William Rothenstein

Sebbene negli anni 1920 la musica di Elgar non fosse più di moda, i suoi ammiratori continuarono a presentare le sue opere quando possibile. Reed evidenzia una esecuzione della Seconda Sinfonia nel marzo 1920 diretta da "un giovane quasi sconosciuto al pubblico", Adrian Boult, per aver portato "la grandiosità e la nobiltà dell'opera" a un pubblico più vasto. Sempre nel 1920, Landon Ronald presentò un concerto tutto-Elgar alla Queen's Hall. Alice Elgar scrisse con entusiasmo sull'accoglienza della sinfonia, ma questa fu una delle ultime volte in cui ascoltò la musica di Elgar suonata in pubblico. Dopo una breve malattia, morì di cancro ai polmoni il 7 aprile 1920, all'età di settantadue anni.
Elgar fu devastato dalla perdita di sua moglie. Senza la richiesta pubblica di nuove opere e privo del costante supporto e ispirazione di Alice, si lasciò distogliere dalla composizione. Sua figlia in seguito scrisse che Elgar aveva ereditato da suo padre una riluttanza a "adattarsi a lavorare sulle cose da fare, ma poteva trascorrere allegramente ore in un'impresa perfettamente inutile e del tutto non remunerativa", un tratto che divenne più forte dopo la morte di Alice. Per gran parte del resto della sua vita Elgar si abbandonò ai suoi numerosi hobby. Per tutta la vita era stato un appassionato chimico dilettante, a volte usando un laboratorio nel suo giardino sul retro. Nel 1908 brevettò persino "Elgar Sulphuretted Hydrogen Apparatus". Gli piaceva il calcio, tifando per i Wolverhampton Wanderers F.C., per i quali compose un inno, "He Banged the Leather for Goal" e nei suoi anni successivi era solito frequentare assiduamente le corse di cavalli. I suoi protetti, il direttore Malcolm Sargent e il violinista Yehudi Menuhin, entrambi ricordavano le prove con Elgar, in cui si assicurava rapidamente che tutto andasse bene e poi andava alle corse. Quando era più giovane Elgar era stato un ciclista entusiasta, acquistando biciclette Royal Sunbeam per sé e sua moglie nel 1903 (chiamava la sua "Mr. Phoebus"). Da anziano vedovo, gli piaceva essere guidato in campagna dal suo autista. Nel novembre e nel dicembre del 1923 fece un viaggio in Brasile, viaggiando lungo il Rio delle Amazzoni a Manaus, dove fu colpito dal suo teatro dell'opera, il Teatro Amazonas. Quasi nulla venne registrato sulle attività di Elgar o sugli eventi che incontrò durante il viaggio, il che diede al romanziere James Hamilton-Paterson una notevole libertà durante la scrittura di Gerontius, un racconto immaginario del viaggio.
Dopo la morte di Alice Elgar vendette la casa di Hampstead e dopo aver vissuto per un breve periodo in un appartamento a St. James's nel cuore di Londra, tornò nel Worcestershire, nel villaggio di Kempsey, dove visse dal 1923 al 1927. Non abbandonò del tutto la composizione in questi anni. Realizzò arrangiamenti sinfonici su larga scala di opere di Bach e Händel e scrisse la sua Empire March e otto canzoni Pageant of Empire per la British Empire Exhibition del 1924. Poco dopo la loro pubblicazione, fu nominato Master of the King's Musick il 13 maggio 1924, in seguito alla morte di Sir Walter Parratt.
Dal 1926 in poi Elgar realizzò una serie di registrazioni delle sue opere. Descritto dal critico musicale Robert Philip come "il primo compositore a prendere sul serio il grammofono", aveva già registrato gran parte della sua musica con il processo di registrazione acustica iniziale per His Master's Voice (HMV) dal 1914 in poi, ma l'introduzione dei microfoni elettrici nel 1925 trasformò il grammofono da una novità in un mezzo realistico per la riproduzione di musica orchestrale e corale. Elgar fu il primo compositore a sfruttare appieno questo progresso tecnologico. Fred Gaisberg di HMV, che produsse le registrazioni di Elgar, organizzò una serie di sessioni per catturare su disco le interpretazioni del compositore delle sue principali opere orchestrali, tra cui Variazioni Enigma, Falstaff, la prima e la seconda sinfonia e i concerti per violoncello e violino. Per la maggior parte di questi l'orchestra era la LSO, ma le Variations furono suonate dall'Orchestra dell Royal Albert Hall. Più tardi nella serie di registrazioni, Elgar diresse anche due orchestre di nuova fondazione, la BBC Symphony Orchestra di Boult e la London Philharmonic Orchestra di Sir Thomas Beecham.
Le registrazioni di Elgar furono pubblicate su dischi a 78 giri sia da HMV che da RCA Victor. Dopo la seconda guerra mondiale, la registrazione del Concerto per violino del 1932 con il giovane Menuhin come solista rimase disponibile su 78 e successivamente su LP, ma le altre registrazioni furono fuori dai cataloghi per alcuni anni. Quando furono ristampati dalla EMI su LP negli anni '70, causarono sorpresa a molti per i loro tempi veloci, in contrasto con le velocità più lente adottate da molti direttori negli anni successivi alla morte di Elgar. Le registrazioni furono ristampate su CD negli anni '90.
Nel novembre del 1931 Elgar fu filmato dalla Pathé per un cinegiornale raffigurante una sessione di registrazione di Pomp and Circumstance n. 1 all'inaugurazione degli Abbey Road Studios della EMI a Londra. Si ritiene che sia l'unico film sonoro sopravvissuto di Elgar, che fa una breve osservazione prima di dirigere la London Symphony Orchestra, chiedendo ai musicisti di "suonare questa melodia come se non l'aveste mai ascoltata prima". Una lapide commemorativa di Elgar ad Abbey Road fu inaugurata il 24 giugno 1993.

Un brano tardivo di Elgar's, la Nursery Suite, fu un primo esempio di première in studio: la sua prima esecuzione fu negli studi di Abbey Road. Per questo lavoro, dedicato alla moglie e alle figlie del Duca di York, Elgar attinse di nuovo ai suoi quaderni di schizzi giovanili.

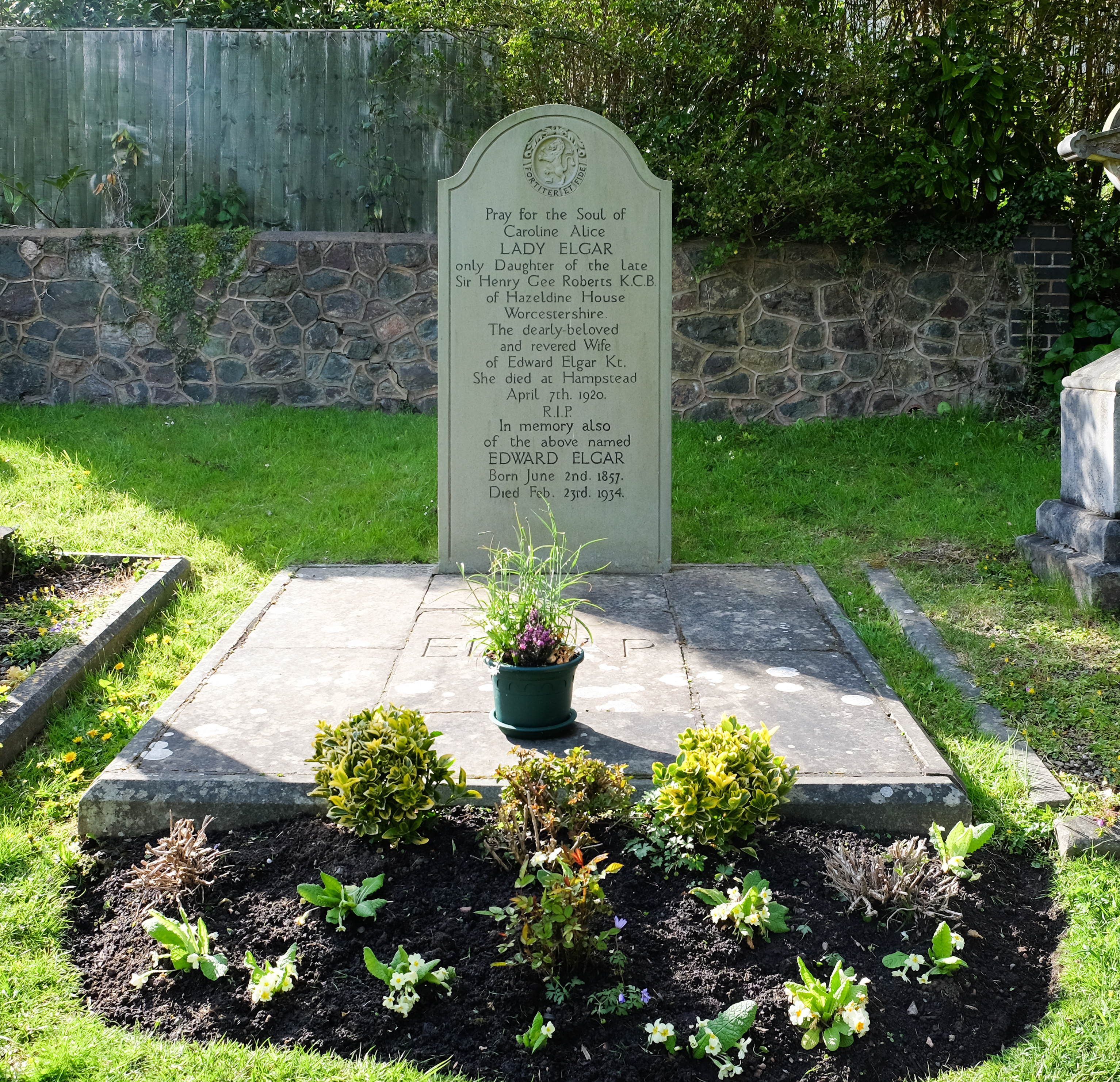
Tomba della famiglia Elgar a San Wulstan, R.C. Church, Little Malvern

Negli ultimi anni Elgar visse un risveglio musicale. La BBC organizzò un festival delle sue opere per celebrare il suo settantacinquesimo compleanno nel 1932. Volò a Parigi nel 1933 per dirigere il Concerto per violino per Menuhin. Mentre era in Francia, visitò il suo collega compositore Frederick Delius a casa sua a Grez-sur-Loing. Veniva cercato da musicisti più giovani come Adrian Boult, Malcolm Sargent e John Barbirolli, che sostennero la sua musica quando era fuori moda. Iniziò a lavorare a un'opera, The Spanish Lady e accettò una commissione della BBC per comporre una Terza Sinfonia. La sua malattia finale, tuttavia, ne impedì il completamento. Era in agitazione per le opere incompiute. Chiese a Reed di assicurarsi che nessuno potesse "armeggiare" con gli schizzi e tentare di completare la sinfonia, ma altre volte disse: "Se non riesco a completare la Terza Sinfonia, qualcuno la completerà, o ne scriverà una migliore ". Dopo la morte di Elgar, Percy M. Young, in collaborazione con la BBC e la figlia di Elgar Carice, produsse una versione di The Spanish Lady, che fu pubblicata su CD. Gli schizzi della Terza Sinfonia furono elaborati dal compositore Anthony Payne in una partitura completa nel 1998.
L'8 ottobre 1933, durante un'operazione, gli fu scoperto un carcinoma del colon-retto non operabile. Disse al medico che aveva chiamato, il Dr. Arthur Thomson, che non aveva fede in un'altra vita: "Credo che non ci sia altro che il completo oblio".
Elgar morì il 23 febbraio 1934 all'età di settantasei anni e fu sepolto accanto a sua moglie nella chiesa cattolica romana di St. Wulstan a Little Malvern. Al funerale non c'erano fiori, segni visibili di lutto e niente musica: solo il canto degli uccelli.

## Musica

### Influenze, antecedenti e prime opere
Elgar era sprezzante nei confronti della musica folk e aveva scarso interesse o rispetto per i primi compositori inglesi, chiamando William Byrd e i suoi contemporanei "pezzi da museo". Tra i successivi compositori inglesi, considerava Purcell il più grande e disse che aveva imparato molto della sua tecnica dallo studio degli scritti di Hubert Parry. I compositori continentali che influenzarono maggiormente Elgar furono Händel, Dvořák e, in una certa misura, Brahms. Nel cromatismo di Elgar l'influenza di Wagner è evidente, ma lo stile individuale di orchestrazione di Elgar deve molto alla chiarezza dei compositori francesi del diciannovesimo secolo, Berlioz, Massenet, Saint-Saëns e, in particolare, Delibes, la cui musica Elgar suonava e dirigeva a Worcester ed ammirava molto.
Elgar iniziò a comporre da bambino e per tutta la vita ha disegnato nei suoi primi quaderni di schizzi per temi e ispirazione. L'abitudine di mettere insieme le sue composizioni, anche su larga scala, da frammenti di temi annotati casualmente è rimasta per tutta la vita. I suoi primi lavori da adulto comprendevano violino e pianoforte, musica per il quintetto di fiati in cui lui e suo fratello suonarono tra il 1878 e il 1881 e musica di molti tipi per la banda del Powick Asylum. Diana McVeagh nel Dizionario di Grove trova molti tocchi embrionali elgarici in questi pezzi, ma pochi di essi vengono regolarmente suonati, tranne Salut d'Amour e (come arrangiati decenni dopo nelle suiteThe Wand of Youth) alcuni schizzi dell'infanzia. L'unica opera degna di nota di Elgar durante il suo primo periodo a Londra nel 1889-1891, l'ouverture Froissart, fu un pezzo romantico/di bravura, influenzato da Mendelssohn e Wagner, ma che mostrava anche altre caratteristiche elgariane. Le opere orchestrali composte negli anni successivi nel Worcestershire includono la Serenata per archi e le Tre danze bavaresi. In questo periodo e in seguito Elgar scrisse canzoni e brani a più voci. W. H. Reed espresse riserve su questi brani, ma elogiò il brano The Snow, per voci femminili, e Sea Pictures, un ciclo di cinque canzoni per contralto e orchestra che rimane ancora in repertorio.
Le prime opere su larga scala di Elgar furono per coro e orchestra per i Three Choirs e altri festival. Erano The Black Knight, King Olaf, The Light of Life, The Banner of St George e Caractacus. Scrisse anche un Te Deum e un Benedictus per il Festival di Hereford. Di questi, McVeagh commenta favorevolmente la sua sontuosa orchestrazione e l'uso innovativo dei leitmotiv, ma meno favorevolmente le qualità dei testi scelti e la confusione della sua ispirazione. McVeagh sottolinea che, poiché queste opere degli anni 1890 erano state per molti anni poco conosciute (e le esecuzioni rimangono rare), la padronanza del suo primo grande successo, le Variazioni Enigma, sembrò essere una trasformazione improvvisa dalla mediocrità al genio, ma in infatti le sue capacità orchestrali si svilupparono nel corso del decennio.

### Picco di anni creativi

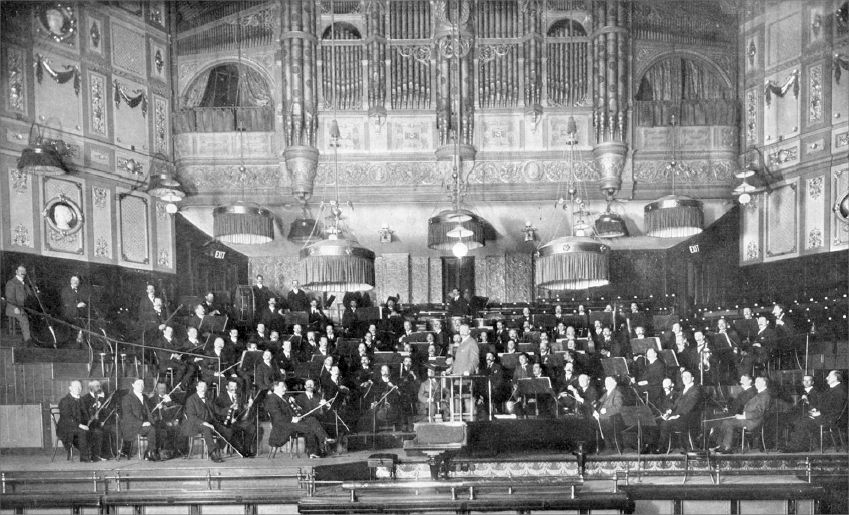
Elgar e la London Symphony Orchestra alla Queen's Hall

Le opere più famose di Elgar furono composte in un ventennio, tra il 1899 e il 1920. La maggior parte di esse sono orchestrali. Reed scrisse, "Il genio di Elgar è salito alla sua massima altezza nelle sue opere orchestrali" e ha citato il compositore dicendo che, anche nei suoi oratori, la parte orchestrale è la più importante. Le Variazioni Enigma hanno portato il nome di Elgar a livello nazionale. La forma della variazione era ideale per lui in questa fase della sua carriera, quando la sua completa padronanza dell'orchestrazione era ancora in contrasto con la sua tendenza a scrivere le sue melodie in frasi brevi, a volte rigide. Le sue successive opere orchestrali, Cockaigne, un'ouverture da concerto (1900-1901), le prime due marce di Pomp and Circumstance (1901) e i delicati Dream Children (1902), sono tutte brevi: la più lunga, Cockaigne, dura meno di quindici minuti. In the South (1903–1904), sebbene designato da Elgar come un'ouverture da concerto, secondo Kennedy è un vero e proprio poema sinfonico e il pezzo più lungo e continuo di scrittura puramente orchestrale in cui Elgar si sia cimentato. Lo scrisse dopo aver messo da parte un primo tentativo di comporre una sinfonia. Il lavoro rivela i suoi continui progressi nella scrittura di temi sostenuti e linee orchestrali, anche se alcuni critici, tra cui Kennedy, trovano che nella parte centrale "l'ispirazione di Elgar divampa meno che nella sua più brillante". Nel 1905 Elgar completò l'Introduzione e allegro per archi. Questo lavoro si basa, a differenza della maggior parte dei precedenti scritti di Elgar, non su una profusione di temi ma solo su tre. Kennedy l'ha definita una "composizione magistrale, eguagliata tra le opere inglesi per archi solo dalla Tallis Fantasia di Vaughan Williams". Tuttavia con meno di un quarto d'ora, per gli standard contemporanei, non era una composizione lunga. La Settima Sinfonia di Gustav Mahler, composta nello stesso periodo, dura oltre un'ora.
Durante i successivi quattro anni Elgar compose tre importanti brani da concerto, che, sebbene più brevi dei lavori comparabili di alcuni suoi contemporanei europei, sono tra i più consistenti per un compositore inglese. Sono la sua Prima Sinfonia, il Concerto per violino e la Seconda Sinfonia, che durano tutti tra i quarantacinque minuti e un'ora. McVeagh afferma delle sinfonie che "si posizionano in alto non solo nella produzione di Elgar ma nella storia della musica inglese. Entrambe sono lunghe e potenti, senza intenti programmatici pubblici, solo suggerimenti e citazioni per indicare un dramma interiore da cui traggono la loro vitalità ed eloquenza. Sono entrambi basati sulla forma classica, ma differiscono da essa nella misura in cui... erano considerati prolissi e costruiti in modo fiacco da alcuni critici. Certamente l'invenzione in essi è abbondante; ogni sinfonia avrebbe bisogno di diverse decine di esempi musicali per mappare i suoi progressi".

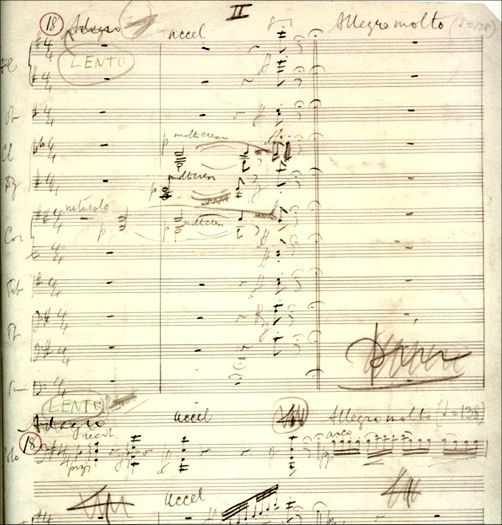
Frammento di manoscritto dell'apertura del secondo movimento del Concerto per violoncello

Il Concerto per violino e il Concerto per violoncello di Elgar, secondo Kennedy, "si collocano non solo tra le sue opere più belle, ma tra le più grandi del loro genere". Sono, tuttavia, molto diverse tra loro. Il Concerto per violino, composto nel 1909, quando Elgar raggiunse l'apice della sua popolarità ed è scritto per lo strumento a lui più caro; è lirico dappertutto e rapsodico e brillante a un tempo. Il Concerto per violoncello, composto dieci anni dopo, immediatamente dopo la prima guerra mondiale, sembra, secondo le parole di Kennedy, "appartenere a un'altra epoca, a un altro mondo... la più semplice delle opere principali di Elgar... anche la meno grandiosa". Tra i due concerti è intervenuto lo studio sinfonico di Elgar Falstaff, che divise l'opinione anche tra i più grandi ammiratori di Elgar. Donald Tovey lo considerava come "una delle cose incommensurabilmente grandi della musica", con un potere "identico a quello di Shakespeare", mentre Kennedy critica il lavoro per "l'affidamento troppo frequente alle sequenze" e una rappresentazione troppo idealizzata dei personaggi femminili. Reed pensava che i temi principali mostrassero meno distinzione rispetto ad alcune delle opere precedenti di Elgar. Lo stesso Elgar pensava che Falstaff fosse il punto più alto del suo lavoro puramente orchestrale.
Le opere principali per voci e orchestra dei ventuno anni del periodo centrale di Elgar sono tre opere su larga scala per solisti, coro e orchestra: Il sogno di Geronte (1900) e gli oratori The Apostles (1903) e The Kingdom (1906), insieme a due odi più brevi, Coronation Ode (1902) e The Music Makers (1912). La prima delle odi, come pièce d'occasion, è stata raramente ripresa dopo il suo successo iniziale, in particolare con il suo brano culminante "Land of Hope and Glory". La seconda è, per Elgar, insolita in quanto contiene diverse citazioni dai suoi lavori precedenti, come Richard Strauss citò se stesso in Ein Heldenleben. Le opere corali ebbero tutte successo, anche se la prima, Geronte è stata e rimane la più amata e la più eseguita. Sul manoscritto Elgar scrisse, citando John Ruskin, "Questa è la mia cosa migliore; per il resto, ho mangiato, bevuto e dormito, amato e odiato, come un altro. La mia vita era come il vapore, e non lo è; ma questo è ciò che ho visto e saputo; questo, se non altro, vale la tua memoria." Tutte e tre le opere su larga scala seguono il modello tradizionale con sezioni per solisti, coro ed entrambi insieme. L'orchestrazione distintiva di Elgar, così come la sua ispirazione melodica, le porta ad un livello superiore rispetto alla maggior parte dei loro predecessori britannici.
Le altre opere di Elgar del suo periodo centrale comprendono musiche di scena per Diarmuid and Grania, una commedia di George Moore e W. B. Yeats (1901) e The Starlight Expressì, una commedia basata su una storia di Algernon Blackwood (1916). Della prima, Yeats ha definito la musica di Elgar "meravigliosa nella sua eroica malinconia". Elgar ha anche scritto una serie di canzoni durante il suo periodo di punta, di cui Reed osserva, "non si può dire che abbia arricchito il repertorio vocale nella stessa misura in cui ha fatto con quello orchestrale".

### Ultimi anni e completamenti postumi
Dopo il Concerto per violoncello, Elgar non portò più a termine opere su larga scala. Fece arrangiamenti di opere di Bach, Händel e Chopin, in un'orchestrazione distintamente elgariana e ancora una volta si rivolse ai suoi taccuini giovanili usandoli per la Nursery Suite (1931). Le sue altre composizioni di questo periodo non hanno trovato un posto nel repertorio regolare. Per la maggior parte del resto del ventesimo secolo, si convenne generalmente che l'impulso creativo di Elgar sia cessato dopo la morte di sua moglie. L'elaborazione di Anthony Payne degli schizzi per la Terza Sinfonia di Elgar ha portato a un riesame di questa supposizione. Elgar lasciò l'apertura della sinfonia completa a pieno titolo e quelle pagine, insieme ad altre, mostrano che l'orchestrazione di Elgar era cambiata marcatamente dalla ricchezza del suo lavoro prebellico. The Gramophone ha descritto l'apertura del nuovo lavoro come qualcosa di "eccitante... scarno in modo indimenticabile". Successivamente Payne produsse anche una versione esecutiva degli schizzi per una sesta Pomp and Circumstance March, presentata in anteprima al Proms nell'agosto 2006. Gli schizzi di Elgar per un concerto per pianoforte risalenti al 1913 furono elaborati dal compositore Robert Walker e eseguiti per la prima volta nell'agosto 1997 dal pianista David Owen Norris. Da allora la realizzazione è stata ampiamente rivista.

### Reputazione
Le opinioni sulla importanza di Elgar sono cambiate nei decenni da quando la sua musica divenne famosa all'inizio del XX secolo. Richard Strauss, come si è detto, acclamò Elgar come un compositore progressista; perfino il critico ostile dell'Observer, colpito negativamente dal materiale tematico della Prima Sinfonia del 1908, definì l'orchestrazione "magnificamente moderna". Hans Richter valutava Elgar come "il più grande compositore moderno" di qualsiasi paese e il collega di Richter Arthur Nikisch considerava la Prima Sinfonia "un capolavoro di prim'ordine" da essere "giustamente classificato assieme ai grandi modelli sinfonici, Beethoven e Brahms". Al contrario, il critico W. J. Turner, a metà del XX secolo, scrisse delle "sinfonie da Esercito della Salvezza" di Elgar ed Herbert von Karajan definì le Variazioni Enigma "Brahms di seconda mano". L'immensa popolarità di Elgar non fu di lunga durata. Dopo il successo della sua Prima Sinfonia e del Concerto per violino, la sua Seconda Sinfonia e il Concerto per violoncello furono accolti educatamente ma senza il precedente entusiasmo scatenato. La sua musica fu identificata nell'opinione pubblica con l'Età edoardiana e dopo la prima guerra mondiale non sembrò più un compositore moderno o progressista. All'inizio degli anni 1920, anche la Prima Sinfonia ebbe una sola esecuzione londinese in più di tre anni. Henry Wood e direttori più giovani come Boult, Sargent e Barbirolli hanno sostenuto la musica di Elgar, ma nei cataloghi di registrazione e nei programmi di concerti della metà del secolo le sue opere non erano ben rappresentate.
Nel 1924 lo studioso di musica Edward J. Dent scrisse un articolo per un giornale musicale tedesco in cui identificava quattro tratti dello stile di Elgar che offendevano una parte dell'opinione inglese (cioè, indicava Dent, la fascia accademica e snob): "troppo emotivo", "non del tutto privo di volgarità", "pomposo" e "troppo calcolatamente nobile nell'espressione". Questo articolo fu ristampato nel 1930 e causò polemiche. Negli ultimi anni del secolo ci fu, almeno in Gran Bretagna, un risveglio di interesse per la musica di Elgar. Le caratteristiche che avevano offeso il gusto austero negli anni tra le due guerre furono viste da una prospettiva diversa. Nel 1955 il testo di riferimento The Record Guide scrisse dello sfondo edoardiano durante il culmine della carriera di Elgar:
Negli anni '60 l'età edoardiana fu considerata in modo meno severo. Nel 1966 il critico Frank Howes scrisse che Elgar rifletteva l'ultima fiammata di opulenza, espansività e vita sanguigna, prima che la prima guerra mondiale spazzasse via così tanto. Dal punto di vista di Howes, c'era un tocco di volgarità sia nell'era che nella musica di Elgar, ma "un compositore ha il diritto di essere giudicato dai posteri per il suo miglior lavoro... Elgar è storicamente importante per aver dato alla musica inglese un senso del orchestra, per aver espresso la sensazione di essere vivi in epoca edoardiana, per aver dato al mondo almeno quattro capolavori assoluti e per aver restituito così l'Inghilterra al consesso delle nazioni musicali".

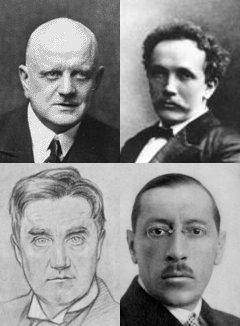
Tra i compositori che ammiravano Elgar c'erano Sibelius e Richard Strauss (sopra) e Vaughan Williams e Stravinskij (sotto)

Nel 1967 il critico e analista David Cox considerò la questione della presunta inglesità della musica di Elgar. Cox notò che a Elgar non piacevano le canzoni popolari e non le usava mai nelle sue opere, optando per un idioma essenzialmente tedesco, lievitato da una leggerezza derivata da compositori francesi tra cui Berlioz e Gounod. In che modo, chiese Cox, Elgar potrebbe essere "il più inglese dei compositori"? Cox trovò la risposta nella personalità di Elgar, che "poteva usare gli idiomi forestieri in modo tale da farne una forma vitale di espressione che era sua e solo sua. E la personalità che emerge dalla sua musica è l'inglese". Questo punto sulla trasmutazione di Elgar delle sue influenze era stato toccato in precedenza. Nel 1930 The Times scrisse: "Quando uscì la prima sinfonia di Elgar, qualcuno tentò di dimostrare che la sua melodia principale da cui tutto dipendeva era come il tema del Graal nel Parsifal ... ma il tentativo fallì perché tutti gli altri, compresi quelli che non amavano la melodia, l'aveva immediatamente riconosciuta come tipicamente "elgariana", mentre il tema del Graal è tipicamente wagneriano. "Per quanto riguarda "l'inglesità" di Elgar, i suoi colleghi compositori la riconobbero: Richard Strauss e Stravinskij fecero un riferimento particolare ad essa e Sibelius lo chiamò "la personificazione del vero personaggio inglese nella musica... una nobile personalità e un aristocratico nato".
Tra gli ammiratori di Elgar c'è disaccordo su quali delle sue opere debbano essere considerate capolavori. Le Variazioni Enigma sono generalmente contate tra queste. Anche il Sogno di Geronte è stato elogiato dagli elgariani e il Concerto per violoncello è valutato allo stesso modo. Molti valutano il Concerto per violino allo stesso modo, ma altri no. Sackville-West lo ha omesso dalla lista dei capolavori di Elgar in The Record Guide e in un lungo articolo analitico in The Musical Quarterly, Daniel Gregory Mason ha criticato il primo movimento del concerto per essere un "tipo di melodia singolare... fatale al ritmo nobile della musica come lo è nella poesia". Anche Falstaff divide le opinioni. Non è mai stato un grande favorito popolare e Kennedy e Reed identificano un difetto in questo. In un simposio del centenario del Musical Times del 1957 su Elgar, diretto da Vaughan Williams, al contrario, diversi contributori condividono l'opinione di Eric Blom secondo cui Falstaff è il più grande di tutti i lavori di Elgar.
Le due sinfonie dividono le opinioni in modo ancora più netto. Mason giudica scarsa la seconda per il suo "schema ritmico troppo ovvio", ma chiama la prima "capolavoro di Elgar. ... È difficile capire come qualsiasi studente sincero possa negare la grandezza di questa sinfonia". Tuttavia, nel simposio del centenario del 1957, diversi importanti ammiratori di Elgar espressero riserve su una o entrambe le sinfonie. Nello stesso anno Roger Fiske scrisse in The Gramophone, "Per qualche ragione sembra che a pochi piacciano allo stesso modo le due sinfonie di Elgar; ognuna ha i suoi sostenitori e spesso sono più che un po' annoiati dall'altro lavoro". Il critico John Warrack ha scritto: "Non ci sono pagine più tristi nella letteratura sinfonica della chiusura dell'Adagio della Prima Sinfonia, poiché corno e tromboni intonano due volte dolcemente una frase di totale dolore", mentre per Michael Kennedy il movimento è notevole per la sua mancanza di desiderio angosciato e ansia ed è invece contraddistinto da una "benevola tranquillità".
Nonostante la fluttuante valutazione critica delle varie opere nel corso degli anni, le principali opere di Elgar, prese nel loro insieme, nel XXI secolo si sono fortemente riprese dalla trascuratezza degli anni '50. La Record Guide del 1955 poteva elencare solo una registrazione disponibile della Prima Sinfonia, nessuna della Seconda, una del Concerto per violino, due del Concerto per violoncello, due delle Variazioni Enigma, una di Falstaff e nessuna di Il sogno di Geronte. Da allora ci sono state più registrazioni di tutte le opere principali. Più di trenta registrazioni sono state fatte della Prima Sinfonia dal 1955, per esempio, e più di una dozzina di Il sogno di Geronte. Allo stesso modo, in concerto le opere di Elgar, dopo un periodo di abbandono, vengono nuovamente programmate frequentemente. Il sito web della Elgar Society, nel suo diario delle esecuzioni a venire, elenca le esibizioni delle opere di Elgar di orchestre, solisti e direttori in Europa, Nord America e Australia.

## Onorificenze, premi e commemorazioni

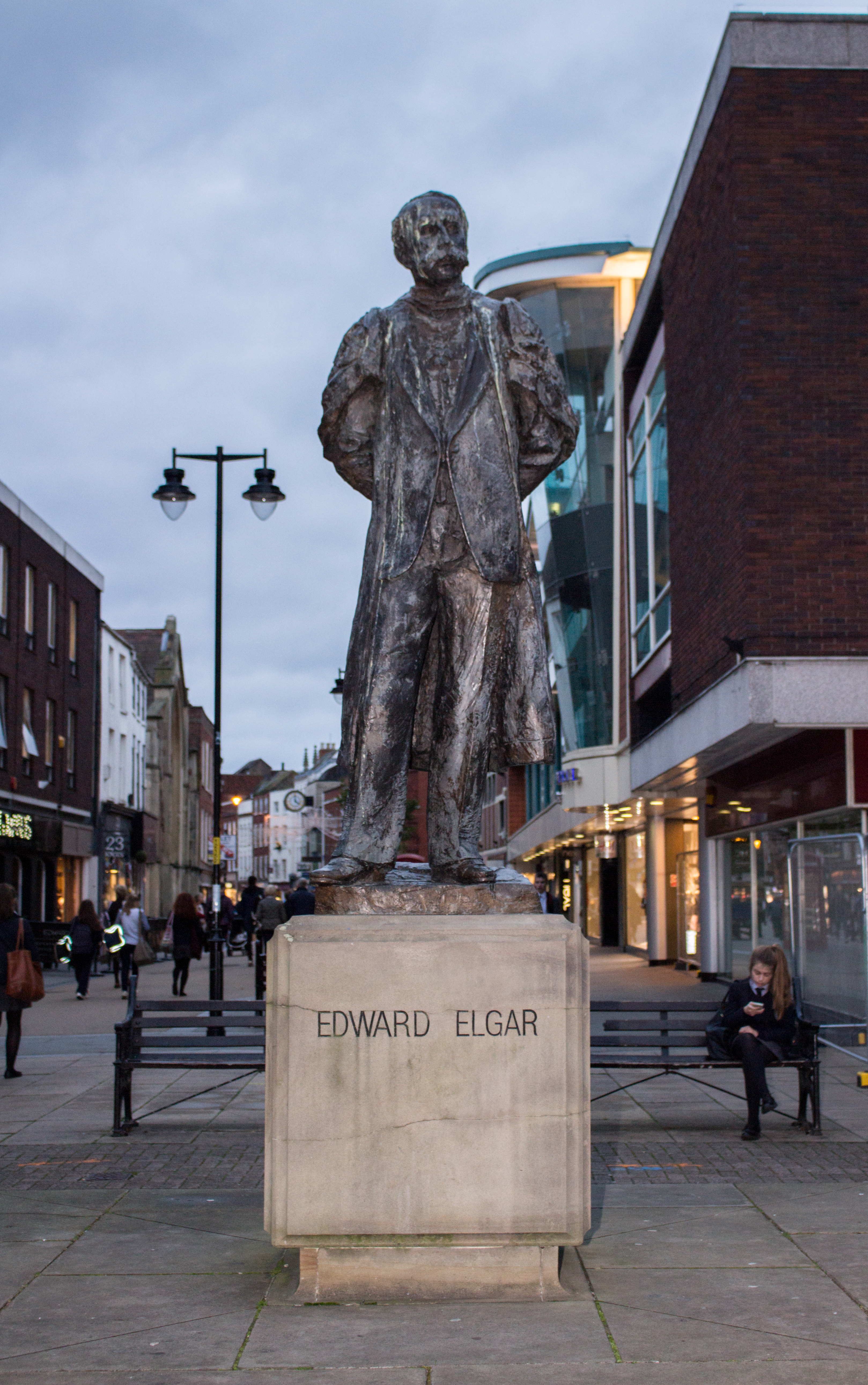
Statua di Elgar alla fine di Worcester High Street, Worcester, Regno Unito

Elgar fu nominato cavaliere nel 1904 e nel 1911 fu nominato membro dell'Ordine al merito del Regno Unito. Nel 1920 ricevette la Croce di Commendatore dell'Ordine della Corona belga; nel 1924 fu nominato Master of the King's Musick; l'anno successivo ricevette la medaglia d'oro della Royal Philharmonic Society; e nel 1928 fu nominato Knight Commander dell'Ordine reale vittoriano (KCVO). Tra il 1900 e il 1931 Elgar ricevette lauree honoris causa dalle Università di Cambridge, Durham, Leeds, Oxford, Yale (USA), Aberdeen, Western Pennsylvania (USA), Birmingham e Londra. Le accademie straniere di cui fu membro erano la Regia Accademia di Santa Cecilia, Roma; Accademia del Reale Istituto Musicale, Firenze; Académie des Beaux Arts, Parigi; Institut de France; e l'American Academy. Nel 1931 fu creato baronetto di Broadheath nella contea di Worcestershire. Nel 1933 fu promosso all'interno del Royal Victorian Order to Knight Grand Cross (GCVO). Nelle parole di Kennedy, egli "si diede da fare spudoratamente" per una dignità di pari, ma invano. In Who's Who, dopo la prima guerra mondiale, dichiarò di aver ricevuto "diverse decorazioni imperiali russe e tedesche (decadute)".
A Elgar fu offerto, ma rifiutò, l'ufficio del sindaco di Hereford, nonostante non fosse un membro del suo consiglio comunale, quando visse in città nel 1905. Lo stesso anno fu nominato Cittadino onorario della città di Worcester.
La casa nella Lower Broadheath dove nacque Elgar è ora l'Elgar Birthplace Museum (Museo del luogo di nascita di Elgar), dedicato alla sua vita e al suo lavoro. La figlia di Elgar, Carice, aiutò a fondare il museo nel 1936 e lasciò in eredità gran parte della sua collezione di lettere e documenti di Elgar alla sua morte nel 1970. Carice lasciò i manoscritti di Elgar ai college musicali: The Black Knight al Trinity College of Music; King Olaf alla Royal Academy of Music; The Music Makers all'Università di Birmingham; il Concerto per violoncello al Royal College of Music; The Kingdom alla Bodleian Library ed altri manoscritti al British Museum. La Elgar Society dedicata al compositore e le sue opere furono formate nel 1951. Le Collezioni speciali dell'Università di Birmingham contengono un archivio di lettere scritte da Elgar.
La statua di Elgar alla fine di Worcester High Street si trova di fronte alla cattedrale, a pochi metri da dove un tempo si trovava la bottega di suo padre. Un'altra statua del compositore di Rose Garrard è in cima a Church Street a Malvern, che domina la città e offre ai visitatori l'opportunità di stare accanto al compositore all'ombra delle colline che osservava così spesso. Nel settembre 2005 una terza statua scolpita da Jemma Pearson è stata inaugurata vicino alla Cattedrale di Hereford in onore delle sue numerose associazioni musicali e di altro genere nella città. Raffigura Elgar con la sua bicicletta. Dal 1999 fino all'inizio del 2007, la nuova banconote da venti sterline della Banca d'Inghilterra presentava un ritratto di Elgar. La variazione che rimosse la sua immagine ha generato polemiche, soprattutto perché il 2007 è stato il 150º anniversario della nascita di Elgar. Dal 2007 le banconote di Elgar sono state gradualmente eliminate, cessando di avere corso legale il 30 giugno 2010.

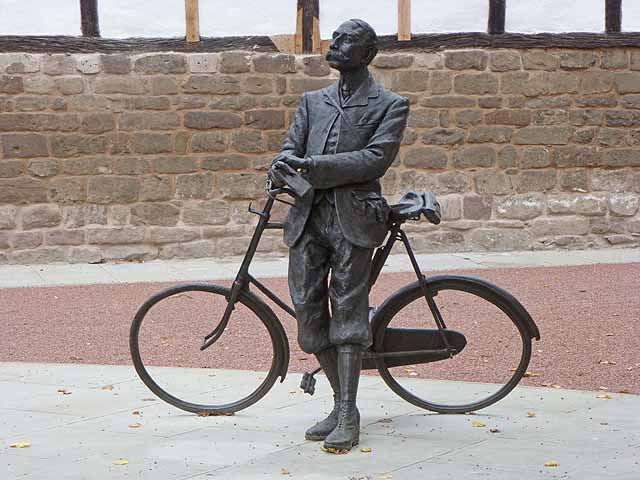
Statua di Elgar con bicicletta a Hereford

Ci sono circa 65 strade nel Regno Unito che prendono il nome da Elgar, di cui sei nelle contee di Herefordshire e Worcestershire. Elgar ebbe tre locomotive chiamate come lui in suo onore.
La vita e la musica di Elgar hanno ispirato opere letterarie tra cui il romanzo Gerontius e diverse opere teatrali. Elgar's Rondo, uno spettacolo teatrale del 1993 di David Pownall raffigura Jaeger morto che offre spettrali consigli sullo sviluppo musicale di Elgar. Pownall ha anche scritto una commedia radiofonica, Elgar's Third (1994); un'altra commedia radiofonica a tema Elgar è The Dorabella Variation (2003) di Alick Rowe. In "Play for Today" una trasmissione televisiva della BBC di David Rudkin Penda's Fen (1974) tratta temi come il sesso e l'adolescenza, lo spionaggio e lo snobismo, con la musica di Elgar, principalmente Il sogno di Geronte, come sfondo. In una scena uno spettrale Elgar sussurra il segreto della melodia di "Enigma" al giovane personaggio centrale, con l'ingiunzione di non rivelarlo. Elgar on the Journey to Hanley, un romanzo di Keith Alldritt (1979), racconta l'attaccamento del compositore a Dora Penny, in seguito Mrs Powell, (raffigurata come "Dorabella" nelle Variazioni Enigma) e copre i quindici anni dal loro primo incontro a metà del 1890 alla genesi del Concerto per violino quando, nel romanzo, Dora viene soppiantata negli affetti di Elgar da Alice Stuart-Wortley.
Forse l'opera più famosa che raffigura Elgar è il film televisivo della BBC del 1962 di Ken Russell Elgar, realizzato quando il compositore era ancora in gran parte fuori moda. Questo film di un'ora contraddice la visione di Elgar come compositore sciovinista e pomposo ed evoca il lato più pastorale e malinconico del suo personaggio e della sua musica.

### Onorificenze
- 1924 - Viene nominato Reale Maestro di Musica
- 1925 - Medaglia d'Oro della Royal Philharmonic Society

## Incarichi
| Predecessore       | Master of the Queen's Music | Successore               |
| ------------------ | --------------------------- | ------------------------ |
| Sir Walter Parratt | 1924–1934                   | Sir Henry Walford Davies |

| Predecessore | Baronetto (di Broadheath) | Successore |
| ------------ | ------------------------- | ---------- |
| Creazione    | 1931–1934                 | Estinzione |

### Esplicative
1. ↑  I suoi fratelli erano Henry John ("Harry", 1848-1864), Lucy Ann ("Loo", 1852-1925), Susannah Mary ("Pollie", 1854-1925), Frederick Joseph ("Jo", 1859-1866) , Francis Thomas ("Frank", 1861-1929) e Helen Agnes ("Dot", 1864-1939).[4]
2. ↑  William Elgar era chiaramente scettico su "qualsiasi" ramo della chiesa: scrisse "dell'assurda superstizione e delle pantomime da teatro del papista; le fredde e formali cerimonie della Chiesa d'Inghilterra; o il bigottismo e l'ipocrisia di rango di the Wesleyan".[5]
3. ↑  Lo stesso Elgar in seguito disse: "C'è musica nell'aria, musica tutt'intorno a noi, il mondo ne è pieno e tu prendi semplicemente quanto ti occorre",[9] e "Gli alberi stanno cantando la mia musica o ho cantato la loro?"[10]
4. ↑  È scritto "Littleton" da tutte le autorità su Elgar citate; tuttavia, alcune fonti attuali, per esempio English Heritage, lo scrivono "Lyttleton".
5. ↑  Un profilo in The Musical Times riporta che Elgar "ha letto molto in questo periodo formativo della sua vita... In questo modo ha fatto conoscenza con Arcadia di Sir Philip Sidney, Chronicles di Richard Baker, Polyolbion di Michael Drayton e le opere di Voltaire."[13]
6. ↑  Kennedy (ODNB) menziona la variazione 'Romanza' (n. 13) nelle Enigma Variations e il Concerto per violino come possibili esempi, il primo essendo intitolato "****" e il secondo essendo inscritto come per custodire un'anonima anima.
7. ↑  Quando Elgar fu nominato cavaliere nel 1904, sua figlia Carice disse: "Sono così felice per il bene di mia madre che mio padre sia stato fatto cavaliere. Vedete, la riporta dove era".[28]
8. ↑  Salut d'Amour divenne una delle opere più vendute di Elgar, ma inizialmente non guadagnò royalties, avendo venduto il copyright all'editore Schott per una tariffa fissa di 2 ghinee; Schott in seguito decise di pagargli i diritti d'autore.[2][3]
9. ↑  Sullivan disse a Elgar: "Ma, mio caro ragazzo, non ne avevo la minima idea, perché mai non sei venuto a dirmelo? Avrei provato io stesso per te".[32]
10. ↑  Elgar, nel raccomandare a Coleridge-Taylor una commissione del festival, disse: "È di gran lunga il più capace tra i giovani."[35]
11. ↑  Non è noto se Elgar intendesse un tema musicale o un tema più generale non musicale come quello dell'amicizia. Sono stati fatti molti tentativi di trovare brani famosi che possano essere riprodotti in contrappunto al tema musicale principale di Elgar del pezzo, da Auld Lang Syne a un tema dalla Sinfonia Praga di Mozart][39]
12. ↑  Strauss ed Elgar rimasero in rapporti amichevoli per il resto della vita di Elgar, e Strauss gli rese un caloroso omaggio al necrologio nel 1934.[46]
13. ↑  L'obiettivo principale di Elgar era J.A. Fuller Maitland, critico musicale di "The Times", il cui necrologio accondiscente di Arthur Sullivan ripugnava a Elgar;[65] nelle sue lezioni a Birmingham accennava ad esso come "il lato oscuro della critica musicale... quel disgustoso episodio indimenticabile."[66]
14. ↑  Questa fu l'occasione in cui ebbe origine la tradizione americana di suonare il trio della prima Marcia Pomp and Circumstance alle cerimonie di laurea. In quell'occasione Elgar incontrò Horatio Parker, compositore e Decano del Dipartimento di Musica di Yale, che suonò "Pomp and Circumstance" all'organo.[70] Potrebbe essere stato questo incontro che portò a un invito a contribuire con alcune canzoni a una serie di libri di istruzioni musicali appositamente progettati per i bambini di cui Parker era l'editore principale.[71] Per quella serie Elgar scrisse tre piccole canzoni: The Merry-go-round, The Brook e The Windlass Song.
15. ↑  La figlia maggiore era la Principessa Elisabetta di York, in seguito Regina Elisabetta II.
16. ↑  La tempistica della registrazione della sinfonia di Mahler da parte di Michael Gielen e della Orchestra sinfonica radiofonica tedesca del sud-ovest, Baden-Baden, Hänssler Classic CD93.030. Elgar non conosceva le opere di Mahler.[134]
17. ↑  In una serie di trasferimenti delle registrazioni elettriche del compositore disponibili nel 2010, i tempi sono: Sinfonia n. 1: 46:28 (CD "Naxos Historical" 8.111256); Sinfonia n. 2: 48:30 ("Naxos Historical" CD 8.111260); Concerto per violino: 49:57 ( Naxos Historical  CD 8.110902).
18. ↑  La prima era una locomotiva di classe "Bulldog" della Great Western Railway (GWR): fu costruita nel maggio 1906 come n. 3704, rinumerata 3414 nel dicembre 1912, denominata "A.H. Mills" nel luglio 1914, ribattezzata "Sir Edward Elgar" nell'agosto 1932 e ritirata dal servizio nell'ottobre 1938.[175] La seconda era una locomotiva di classe "Castle", sempre della GWR: fu costruita nel giugno 1946 come n. 7005 "Lamphey Castle",[176] ribattezzata "Sir Edward Elgar" nell'agosto 1957 e ritirata dal servizio nel settembre 1964.[177] La terza era una locomotiva diesel Classe 50 British Rail: fu costruita nel marzo 1968 come n. D407, rinumerata 50 007 a metà degli anni '70, chiamata "Hercules" nell'aprile 1978 e ribattezzata "Sir Edward Elgar" nel febbraio 1984.[178] Le nuove targhette furono appositamente forgiate nel vecchio stile GWR.[174] Il 25 febbraio 1984 questa locomotiva fu ufficialmente chiamata "Sir Edward Elgar" alla stazione Paddington di Londra da Simon Rattle, allora direttore della City of Birmingham Symphony Orchestra.[179]

### Bibliografiche
1. ↑  "Elgar". Collins English Dictionary.
2. 1 2 3 4 5 6 7 8 9 10 11 12 13 14 15 16 17 18 19 20   Michael Kennedy, Elgar, Sir Edward William, baronet (1857–1934), in Oxford Dictionary of National Biography, Oxford University Press, 2004, DOI:10.1093/ref:odnb/32988.
3. 1 2 3 4 5 6 7 8 9 10 11 12 13 14 15 16 17 18 19 20 21 22 23 24  McVeagh, Diana, "Elgar, Edward". Grove Music Online. Retrieved 20 April 2010
4. ↑  Moore (1984), p. 14
5. ↑  Quoted in Moore (1984), p. 6
6. 1 2 3 4 5 6 7 8  "Edward Elgar", The Musical Times, 1 October 1900, pp. 641–48
7. ↑  Moore (1984), p. 11 and Kennedy (ODNB)
8. ↑  Reed,  p. 1.
9. ↑  In una conversazione nel 1896, "citato" da Buckley, p. 32
10. ↑  Beck, Frank, "Elgar – His Music: The Dream of Gerontius – A Musical Analysis", The Elgar Society. Retrieved 6 June 2010.
11. 1 2  Quoted by Kennedy (ODNB)
12. ↑  Reed,  p. 11.
13. ↑  "Edward Elgar", The Musical Times, 1 October 1900, pp. 641–48; and "Elgar, the man," The Observer, 25 February 1934, p. 19
14. ↑  Moore (1984), pp. 57 and 67
15. ↑  "Edward Elgar", The Guardian, 24 February 1934, p. 16
16. ↑  Young (1973), p. 47
17. 1 2 3 4  Maine, Basil, "Elgar, Sir Edward William", Oxford Dictionary of National Biography archive, Oxford University Press, 1949. Retrieved 20 April 2010.
18. ↑  Moore (1984), pp. 96, 264, 348, 512, 574, and 811
19. ↑  Moore (1984), pp. 95–96
20. ↑  Young (1995), p. 87
21. ↑  Moore (1984), p. 325
22. ↑   Beresford King-Smith, Crescendo! 75 years of the City of Birmingham Symphony Orchestra, London, Methuen, 1995,  p. 2, ISBN 0-413-69740-1.
23. ↑  Quoted in "Edward Elgar", The Musical Times, 1 October 1900, pp. 641–48
24. ↑  Kennedy (1987a), p. 15.
25. ↑  "Some of Elgar's Friends", The Musical Times, April 1934, p. 319
26. ↑  Moore (1984), p. 587
27. ↑  Moore (1984), p. 134
28. ↑  Moore (1984), p. 440
29. ↑  Kennedy (1987a), p. 115.
30. ↑  Anderson, Robert, "Elgar's Musical Style", The Musical Times, December 1993, pp. 689–90 and 692. Retrieved 23 October 2010
31. 1 2  Reed,  p. 23.
32. ↑  Reed,  p. 24.
33. ↑  Reed,  p. 25.
34. ↑  The Musical Times, obituary of Elgar, April 1934, pp. 314–18
35. ↑  Duchen, Jessica. "Talking classical", The Independent, 5 October 2011.
36. ↑  Kennedy (1987a), p. 50.
37. ↑  Kennedy (1987a), p. 55.
38. ↑  McVeagh (1987), p. 51; Hughes, p. 72
39. ↑  Whitney, Craig R., "New Answer to a Riddle Wrapped in Elgar's 'Enigma' Variations", The New York Times, 7 November 1991; Portnoy, Marshall A., "The Answer to Elgar's 'Enigma'", The Musical Quarterly, Vol. 71, No. 2 (1985), pp. 205–10. Retrieved 24 October 2010; and Westrup, J. A., "Elgar's Enigma", Proceedings of the Royal Musical Association, 86th Session (1959–1960), pp. 79–97. Retrieved 24 October 2010
40. ↑  Atkins, Ivor, "Elgar's 'Enigma' Variations", The Musical Times, April 1934, pp. 328–30
41. ↑  Ad esempio, secondo il sito Web della Elgar Society, ad aprile e maggio 2010 le Variazioni sono state programmate a New Orleans, New York, Vancouver, Denver, Mosca, Washington DC e Cracovia.
42. ↑  Reed,  p. 59.
43. ↑  Reed,  p. 60.
44. ↑  "The German Press on Dr. Elgar's 'Dream of Gerontius, The Musical Times, 1 February 1902, p. 100
45. 1 2  Reed,  p. 61.
46. 1 2 3 4  Sibelius, Jean, Igor Stravinsky, Richard Strauss and Arthur Nikisch, "Tribute and Commentary", The Musical Times, April 1934, p. 322.
47. ↑  "First Performances in Foreign Countries", The Musical Times, April 1934, p. 318
48. ↑  Grogan, Christopher, "Elgar, Newman and 'The Dream of Gerontius'", Music & Letters, Vol. 77, No. 4 (November 1996), pp. 629–32
49. ↑  Lewis, Geraint, "A Cathedral in Sound", Gramophone, September 2008, p. 50. Retrieved 1 June 2010.
50. ↑  Kennedy, 1970,  pp. 38-39.
51. ↑  "Last Night of the Proms set to reach largest ever global audience", BBC, 7 September 2009. Retrieved 5 November 2010
52. ↑  Kennedy, Michael, Liner note (orig. 1977) to EMI CD CDM 5-66323-2
53. ↑  Wood, p. 154
54. ↑  Moore (1984), pp. 364–67
55. ↑  "Why Americans graduate to Elgar" Archiviato il 6 luglio 2011 in Internet Archive., The Elgar Society. Retrieved 5 June 2010.
56. ↑  Hoffman, Miles, "Pomp and Circumstance: Familiar Standard Marches Ahead of Competitors", NPR Music. Retrieved 25 October 2010.
57. 1 2  "Concerts", The Times, 15 March 1904, p. 8
58. ↑  "The Elgar Festival", The Times, 16 March 1904, p. 12
59. ↑  "The Elgar Festival", The Times, 17 March 1904, p. 8
60. ↑  "Birthday Honours", The Times, 24 June 1904, p. 12
61. ↑  "Elgar Court, once known as Plas Gwyn", Geograph. Retrieved 29 October 2010
62. ↑  Moore (1984), p. 446
63. ↑  Reed,  p. 92.
64. ↑  Reed,  p. 89.
65. ↑  Fuller Maitland, J. A., "Sir Arthur Sullivan", Cornhill Magazine, March 1901, p. 300–09
66. ↑  Young (1971), p. 264
67. ↑  Reed,  p. 97.
68. ↑  Kennedy (1987a), p. 144.
69. ↑  Anderson, pp. 115–16
70. ↑  Moore (1987), p.462
71. ↑  The Progressive Music Series, Books One, Two, Three & Four, Silver, Burdett & Co., 1914
72. ↑  Kennedy (1987b), p. 29.
73. ↑  Reed,  p. 96.
74. ↑  "Elgar's Symphony", The Musical Times, 1 febbraio 1909, p. 102
75. ↑  Reed,  p. 102.
76. 1 2  Reed,  p. 103.
77. 1 2  Reed,  p. 105.
78. 1 2 3  Mason, Daniel Gregory, "A Study of Elgar", The Musical Quarterly, April 1917, pp. 288–303
79. ↑  Supplement, The London Gazette, no. 2769, p. 4448, 19 June 1911. Retrieved 27 October 2010.
80. ↑  Kennedy (1971), p. 82
81. ↑  Scholes, Percy A., "Elgar's 'Falstaff' Reconsidered", The Musical Times, 1 August 1929, p. 696
82. ↑  Reed,  p. 115.
83. ↑  Reed,  p. 115 e 118.
84. ↑  Reed,  pp. 115-116.
85. ↑  Reed,  pp. 117-118.
86. ↑  Reed,  p. 121.
87. ↑  HMV discs 02734-7. See Rust, p. 45
88. ↑  Oliver, Michael, Review, Gramophone, June 1986, p. 73
89. ↑  "Sir E. Elgar's Violin Sonata", The Times, 22 March 1919, p. 9
90. ↑  "Elgar's New Chamber Music", The Manchester Guardian, 22 May 1919, p. 10
91. ↑  Lloyd-Webber, Julian, "How I fell in love with E E's darling", The Daily Telegraph, 17 May 2007.
92. ↑  Newman, Ernest, "Music of the Week", The Observer, 2 November 1919
93. 1 2  Reed,  p. 131.
94. ↑  "Elgar's Cello Concerto", The Observer, 16 January 1921, p. 15
95. ↑  Reed,  p. 130.
96. ↑  Reed,  p. 13.
97. ↑  Moore (1984), pp. 750–51
98. ↑  Moore (1984), p. 17
99. ↑  "Plas Gwyn, Hereford", Classic FM. Retrieved 25 October 2010.
100. ↑  Royal Society of Chemistry. Retrieved 18 October 2014
101. ↑   Michael Sternberg, The Symphony: A Listener's Guide, p. 155. Retrieved 18 October 2014
102. ↑  faculty.cua.edu Archiviato il 3 ottobre 2008 in Internet Archive.. Retrieved 18 ottobre 2014
103. ↑  BBC News, 25 September 2010, Elgar's Wolverhampton Wanderers striker anthem sung. Retrieved 13 July 2018
104. ↑  Alleyne, Richard, "Sir Edward Elgar wrote football chant along with his classical music", The Daily Telegraph, 26 September 2010
105. ↑  "Malcolm Sargent", BBC LP RE10 1967 (includes recording of Sargent talking about Elgar)
106. ↑  "Yehudi Menuhin". Archiviato il 27 marzo 2012 in Internet Archive. BBC Four. Retrieved 1 May 2010
107. ↑  Moore (1984), p. 323
108. 1 2  Service, Tom, "Beyond the Malverns: Elgar in the Amazon", The Guardian, 25 March 2010. Retrieved 5 May 2010
109. ↑  Reed,  p. 134.
110. ↑  Reed,  pp. 207-209.
111. ↑  The London Gazette, no. 32935, p. 3841, 13 May 1924. Retrieved 27 October 2010.
112. 1 2 3 4  Philip, Robert, "The recordings of Edward Elgar (1857–1934): Authenticity and Performance Practice", Early Music, November 1984, pp. 481–89
113. ↑  "Elgar Edition", Gramophone, June 1992; February 1993; and August 1993
114. ↑   Edward Elgar, su YouTube.. Retrieved 2 May 2010
115. ↑  "Green plaques scheme" Archiviato il 3 dicembre 2013 in Internet Archive., City of Westminster. Retrieved 15 marzo 2014
116. ↑  Reed,  p. 142.
117. ↑  Moore (1979), pp. 42–47, 56–59, 96–98
118. ↑  Aldous, p. 124
119. ↑  Reed,  p. 145.
120. 1 2  Payne, Anthony (1998), Liner notes to NMC compact disc D053
121. ↑  The Spanish Lady, The Elgar Society. Retrieved 2 June 2010.
122. ↑  Moore (1984) p. 818
123. ↑  Young (1973), p. 246
124. ↑  Kennedy (1968) p. 269
125. 1 2  Kennedy, 1970,  p. 10.
126. ↑  Kennedy, 1970,  p. 8.
127. 1 2 3  Cox, pp. 15–16
128. ↑  "Antony Payne on Elgar's Symphony No 3", BBC News, 13 February 1998. Retrieved 22 April 2010.
129. 1 2 3  Reed,  p. 149.
130. ↑  Reed,  pp. 148-150.
131. ↑  Kennedy, 1970,  p. 30.
132. ↑  Kennedy (1970), p. 32
133. ↑  Kennedy, 1970,  p. 42.
134. ↑  Kennedy, 1970,  p. 52.
135. ↑  Kennedy, 1970,  p. 43.
136. ↑  Kennedy, 1970,  p. 45.
137. ↑  Kennedy, 1970,  p. 50.
138. ↑  Tovey, Donald F., "Elgar, Master of Music", Music and Letters, January 1935, p. 1
139. ↑  Kennedy, 1970,  p. 35.
140. ↑  Reed,  p. 151.
141. ↑  Reed,  p. 113.
142. ↑  Burn, Andrew, Notes to Naxos recording of The Music Makers Archiviato il 21 marzo 2021 in Internet Archive. (CD 8.557710)
143. ↑  Reed,  p. 58.
144. ↑  Reed,  p. 150.
145. ↑  McVeagh (2007), p. 78
146. ↑  Cowan, Rob, Review, Gramophone, March 2000, p. 61
147. ↑  Clements, Andrew, "BBCSO/Davis", The Guardian, 4 August 2006. Retrieved 27 October 2010.
148. ↑  Greenfield, Edward, "Session report – New from Elgar", Gramophone, March 2005, p. 16
149. ↑  "Music – The Elgar Symphony", The Observer, 13 December 1908, p. 9
150. ↑  Kennedy, Michael, "Holst", Gramophone, December 1990, p. 82
151. 1 2  Sackville-West, pp. 253–57
152. 1 2  Howes, pp. 165–67
153. ↑  Hale, Alfred M., "The Elgar Protest", The Musical Times, April 1931, p. 350; King, C. W. and Kaikhosru Sorabji, "The Elgar Protest", The Musical Times, May 1931, pp. 443–44; Lorenz, Robert, John Levy and John F. Porte, "The Elgar Protest", The Musical Times, June 1931, pp. 542–43; Veritas, "Mr. Maine and Elgar", The Musical Times, March 1932, p. 259; Maine, Basil, "Mr. Maine and Elgar", The Musical Times, April 1932, p. 354; and Veritas, "Mr. Maine and Elgar", The Musical Times, May 1932, p. 450
154. ↑  "Pre-war Symphonies", The Times, 1 February 1930, p. 10
155. ↑  Reed, p. 180; Kennedy (ODNB), McVeagh (Grove), Sackville-West, p. 254; e in un simposio per il centenario nel 1957 una varietà di compositori, studiosi e artisti, includono Enigma tra le loro opere preferite di Elgar. See Vaughan Williams, Ralph, John Ireland, Julius Harrison, Arthur Bliss, Herbert Howells, Gordon Jacob, Jack Westrup, Edmund Rubbra, Steuart Wilson, Patrick Hadley, Herbert Sumsion, Frank Howes, Eric Blom, George Dyson, Thomas Armstrong, W. Greenhouse Allt, Edric Cundell, Ernest Bullock, R. J. F. Howgill, Maurice Johnstone ed Eric Warr, "Elgar Today", The Musical Times, June 1957, pp. 302–06.
156. 1 2  Sackville-West, Mc Veagh (Grove), Kennedy (ODNB), Reed ("perhaps the greatest work of its kind in English music", p. 61), and Vaughan Williams, Ralph, and others, "Elgar Today", The Musical Times, June 1957, pp. 302–06.
157. ↑  Sackville West, p. 254
158. ↑  "Elgar", Music and Letters, April 1934, p. 109
159. ↑  Kennedy, 1970,  p. 35; e Reed,  p. 151.
160. 1 2  Vaughan Williams, Ralph, and others, "Elgar Today",The Musical Times, June 1957, pp. 302–06
161. ↑  Fiske, Roger, "Elgar, Symphony No. 2 in E-flat major, Op. 63", Gramophone, July 1957, p. 9
162. ↑  Warrack, John, "Three English Masters", Gramophone, March 1984, p. 21
163. ↑  Kennedy, 1970,  p. 56.
164. ↑  Farach-Colton, Andrew, "Vision of the Hereafter," Gramophone, February 2003, p. 39
165. ↑  "An Elgar Musical Diary", The Elgar Society. Retrieved 5 June 2010.
166. ↑  (EN) The London Gazette (PDF), n. 33729, 26 June 1931.
167. ↑  London Gazette, edizione 33946, 2 giugno 1933, p.3805 e "Elgar, Sir Edward", Archiviato il 24 luglio 2011 in Internet Archive. Who Was Who, A & C Black, 1920–2008; online edition, Oxford University Press, December 2007. Retrieved 3 June 2010
168. ↑   Who's Who, 1934, A and C Black,  p. 1050. None are among the collection at the Elgar Birthplace museum. The Imperial Russian and German monarchies which would have awarded them had fallen by end 1918.
169. ↑   Hereford 800, A Celebration, Revelstone Publishing Ltd, 1989,  p. 44, ISBN 1-871817-20-X.Article Edward Elgar's Hereford by Jacob O'Callaghan.
170. ↑   The Elgar Birthplace and Visitor Centre, A Souvenir Guide, Elgar Editions, 2004, ISBN 0-9537082-8-4.The document and casket are held at the Elgar Birthplace.
171. ↑  The Musical Times, December 1970, p. 1211
172. ↑  Library Services Archiviato il 6 marzo 2012 in Internet Archive., University of Birmingham. Retrieved 22 April 2010.
173. ↑  Adams, Stephen, "£20 Elgar note withdrawal 'a national disgrace'", The Daily Telegraph, 29 June 2010
174. 1 2  Sinclair, Max, Elgar and the Bridge, BBC Hereford and Worcester. Retrieved 2 June 2010.
175. ↑  le Fleming, 1954, pp. G26, G27.
176. ↑  le Fleming, 1953,  p. H18.
177. ↑  Sterndale Parker Smith Reed, 1974, pp. M94, M101.
178. ↑  Marsden, 1984, pp. 50-51.
179. ↑  "The Times Diary", The Times, 21 February 1984, p. 12
180. ↑  Morrison, Richard, "Making notes of horror in the air", The Times, 20 October 1993
181. ↑  Kay, Jackie, "Radio:Where the dead have been", The Guardian, 13 March 1994
182. ↑  Billen, Stephanie, "OTV: Radio", The Observer, 22 June 2003
183. ↑  "Vertigo Magazine – Penda's Fen". Retrieved 18 November 2010; and "Penda's Fen (BBC Birmingham, 1973)" Archiviato il 4 settembre 2012 in Internet Archive. accessed 18 novembre 2010
184. ↑  Banfield, Stephen, "Fictional Elgar", The Musical Times, October 1979, p. 830
185. ↑  Riley, Matthew, "Rustling Reeds and Lofty Pines: Elgar and the Music of Nature", 19th-Century Music, Volume 26, No. 2 (Autumn, 2002), pp. 155–77

### Testi di approfondimento
- Byron Adams, The 'Dark Saying' of the Enigma: Homoeroticism and the Elgarian Paradox, in 19th-Century Music, vol. 23, 3ª ed., 2000, DOI:10.2307/746879.
- Byron Adams (a cura di), Edward Elgar and His World, Princeton and Oxford, Princeton University Press, 2007, ISBN 978-0-691-13445-1.
- Keith Alldritt, Elgar and the Journey to Hanley – a novel, 1979, ISBN 0-233-97064-9.
- Rosa Burley e Frank C. Carruthers, Edward Elgar: the record of a friendship, London, Barrie & Jenkins Ltd., 1972, ISBN 0-214-65410-9.
- Florian Csizmadia, Leitmotivik und verwandte Techniken in den Chorwerken von Edward Elgar: Analysen und Konexte, Berlin, Dr. Köster, 2017, ISBN 978-3-89574-903-2.
- Ken Davies, The Locomotives of the Great Western Railway, part fourteen: Names and their Origins – Railmotor Services – War Service – The Complete Preservation Story, Lincoln, Railway Correspondence and Travel Society (RCTS), aprile 1993, ISBN 0-901115-75-4.
- Daniel Grimley, Julian Rushton (a cura di), The Cambridge Companion to Elgar, Cambridge Companions to Music, Cambridge, Cambridge University Press, 2004, ISBN 0-521-82623-3.
- J. P. E. Harper-Scott, Edward Elgar, Modernist, Cambridge, Cambridge University Press, 2006, ISBN 0-521-86200-0.
- J. P. E. Harper-Scott, Elgar: an Extraordinary Life, London, Associated Board of the Royal Schools of Music, 2007, ISBN 1-86096-770-1.
- J. P. E. Harper-Scott, Julian Rushton (a cura di), Elgar Studies, Cambridge, Cambridge University Press, 2007, ISBN 0-521-86199-3.
- Arthur Jacobs, Elgar's Solo Songs, in The Musical Times, vol. 90, 1278ª ed., Musical Times Publications Ltd, agosto 1949,  pp. 267-269, DOI:10.2307/933694, JSTOR 933694.
- Charles Edward McGuire, Edward Elgar: "Modern" or "Modernist?" Construction of an Aesthetic Identity in the British Press, 1895–1934, in The Musical Quarterly, vol. 91, 1–2, 2008, DOI:10.1093/musqtl/gdn026, ISSN 0148-2076 (WC · ACNP).
- Charles Edward McGuire, Elgar, Judas, and the Theology of Betrayal, in 19th-Century Music, vol. 23, 3ª ed., 2000,  pp. 236-272, DOI:10.2307/746880.
- Charles Edward McGuire, Elgar's Oratorios: The Creation of an Epic Narrative, Aldershot, Ashgate Press, 2002, ISBN 0-7546-0271-0, ISSN 0148-2076 (WC · ACNP).
- Jerrold N. Moore, Elgar: A Life in Photographs, Oxford, Oxford University Press, 1972, ISBN 0-19-315425-0.
- Jerrold N. Moore, Elgar: Child of Dreams, London, Faber and Faber, 2004, ISBN 0-571-22337-0.
- Simon Mundy, Elgar: His life and times, Tunbridge Wells, Modas Books, 1980, ISBN 0-85936-120-9.
- Anthony Payne, Elgar's Third Symphony: The Story of the Reconstruction, London, Faber & Faber, 1999, ISBN 0-571-19538-5.
- W. H. Reed, Elgar as I knew him, Oxford, Oxford University Press, 1989, ISBN 0-19-282257-8.
- Aidan Thomson, Elgar and Chivalry, in 19th-Century Music, vol. 28, 3ª ed., 2005, DOI:10.1525/ncm.2005.28.3.254, ISSN 0148-2076 (WC · ACNP).
- Yvonne M. Ward, Edward Elgar, A.C. Benson and the creation of Land of Hope and Glory, in The Court Historian, vol. 7, 1ª ed., 2002, OCLC 43272438.
- Percy M. Young, Alice Elgar: Enigma of a Victorian Lady, London, Dobson, 1978, ISBN 0-234-77482-7.